# Torneo Clausura 2016 Liga Premier de Ascenso
El Torneo Clausura 2016 de la Liga Premier de Ascenso fue el 38° torneo corto que cerró la LXVI temporada de la Segunda División. Contó con la participación de 46 equipos, al término del torneo sí hubo descenso a la Liga de Nuevos Talentos. El Tampico Madero, campeón de este torneo, se enfrentó a Potros UAEM, campeón del Torneo Apertura 2015, en la final por el ascenso.

## Sistema de competición
El sistema de competición de este torneo se desarrolla en dos fases:
- Fase de calificación: que se integra por las 15 jornadas del torneo.
- Fase final: que se integra por los partidos de ida y vuelta en rondas de cuartos de final, de semifinal y final.

### Fase de calificación
En la fase de calificación se observará el sistema de puntos. La ubicación en la tabla general está sujeta a lo siguiente:
- Por juego ganado se obtendrán tres puntos.
- Por juego empatado se obtendrá un punto. (se juegan en penales el punto extra)
- Por juego perdido no se otorgan puntos.

En esta fase participan los 46 clubes de la Liga Premier de Ascenso jugando en cada grupo todos contra todos durante las jornadas respectivas, a un solo partido.
El orden de los clubes al final de la Fase de Calificación del torneo corresponderá a la suma de los puntos obtenidos por cada uno de ellos y se presentará en forma descendente. Si al finalizar las 15 jornadas del torneo, dos o más clubes estuviesen empatados en puntos, su posición en la Tabla general será determinada atendiendo a los siguientes criterios de desempate:
1. Mejor diferencia entre los goles anotados y recibidos.
2. Mayor número de goles anotados.
3. Marcadores particulares entre los Clubes empatados.
4. Mayor número de goles anotados como visitante.
5. Mejor ubicado en la Tabla general de cociente.
6. Tabla Fair Play.
7. Sorteo.

Para determinar los lugares que ocuparán los clubes que participen en la fase final del torneo se tomará como base la Tabla general de clasificación.
Participan automáticamente por el título de Campeón de la Liga Premier de Ascenso los primeros 8 lugares de la Tabla general. Excepto equipos filiales, los cuales tendrán su propia liguilla (8 primeros)

### Fase final
Los ocho clubes calificados para cada liguilla del torneo serán reubicados de acuerdo con el lugar que ocupen en la Tabla general al término de la jornada 15, con el puesto del número uno al club mejor clasificado, y así hasta el # 8. Los partidos a esta fase se desarrollarán a visita, en las siguientes etapas:
- Cuartos de final
- Semifinales
- Final

Los clubes vencedores en los partidos de cuartos de final y semifinal serán aquellos que en los dos juegos anoten el mayor número de goles. De existir empate en el número de goles anotados, la posición se definirá a favor del club con mayor cantidad de goles a favor cuando actúe como visitante.
Si una vez aplicado el criterio anterior los clubes siguieran empatados, se observará la posición de los clubes en la Tabla general de clasificación.
Los partidos correspondientes a la fase final se jugarán obligatoriamente los días miércoles y sábado, y jueves y domingo eligiendo, en su caso, exclusivamente en forma descendente, los cuatro Clubes mejor clasificados en la Tabla general al término de la jornada 15, el día y horario de su partido como local. Los siguientes cuatro Clubes podrán elegir únicamente el horario.
El Club vencedor de la Final y por lo tanto Campeón, será aquel que en los dos partidos anote el mayor número de goles. Si al término del tiempo reglamentario el partido está empatado, se agregarán dos tiempos extras de 15 minutos cada uno. De persistir el empate en estos periodos, se procederá a lanzar tiros penales hasta que resulte un vencedor.
Los partidos de Cuartos de final se jugarán de la siguiente manera:
En las Semifinales participarán los cuatro Clubes vencedores de Cuartos de final, reubicándolos del uno al cuatro, de acuerdo a su mejor posición en la Tabla general de clasificación al término de la jornada 15 del Torneo correspondiente, enfrentándose:
Disputarán el título de Campeón de los Torneos de Apertura 2015 y Clausura 2016 los dos clubes vencedores de la fase semifinal correspondiente, reubicándolos del uno al dos, de acuerdo a su mejor posición en la Tabla general de clasificación al término de las jornadas de cada torneo.

## Equipos participantes

### Equipos por Entidad Federativa
| Entidad Federativa | N.º | Equipos                                                                     |
| ------------------ | --- | --------------------------------------------------------------------------- |
| Estado de México   | 5   | AEM, Atlético Veracruz, Real Cuautitlán, Toluca Premier y UAEM              |
| Jalisco            | 4   | Atlas Premier, Guadalajara Premier, Cachorros U. de G., y Tepatitlán        |
| Veracruz           | 3   | Orizaba, Petroleros de Veracruz y Veracruz Premier                          |
| Hidalgo            | 3   | Cruz Azul Hidalgo, Cruz Azul Premier y Pachuca Premier                      |
| Nuevo León         | 2   | Monterrey Premier y Tigres de la Universidad Autónoma de Nuevo León Premier |
| Quintana Roo       | 2   | Inter Playa y Pioneros                                                      |
| Tamaulipas         | 2   | Reynosa FC y Tampico Madero                                                 |
| Ciudad de México   | 2   | América Premier y UNAM Premier                                              |
| Guanajuato         | 2   | Irapuato y León Premier                                                     |
| Sinaloa            | 2   | Dorados "B y Murciélagos "B"                                                |
| Chiapas            | 2   | Chiapas Premier y Ocelotes UNACH                                            |
| Zacatecas          | 2   | Mineros "B" y UAZ                                                           |
| Chihuahua          | 2   | UACH y UACJ                                                                 |
| Baja California    | 1   | Tijuana Premier                                                             |
| Colima             | 1   | Loros de Colima                                                             |
| Coahuila           | 1   | Santos Laguna Premier                                                       |
| Durango            | 1   | Durango                                                                     |
| Michoacán          | 1   | Morelia Premier                                                             |
| Morelos            | 1   | Athletic Club Morelos                                                       |
| Nayarit            | 1   | Coras "B"                                                                   |
| Oaxaca             | 1   | Chapulineros                                                                |
| Puebla             | 1   | Puebla Premier                                                              |
| San Luis Potosí    | 1   | Santos de Soledad                                                           |
| Sonora             | 1   | Cimarrones "B"                                                              |
| Tlaxcala           | 1   | Tlaxcala                                                                    |

### Información de los equipos participantes

#### Grupo 1
| Equipo                   | Sede                                         | Entrenador           | Estadio                           | Filial de                |
| ------------------------ | -------------------------------------------- | -------------------- | --------------------------------- | ------------------------ |
| Cimarrones de Guaymas    | Guaymas, Sonora                              | Jonas Pérez          | Julio Alfonso Alfonso             | Cimarrones de Sonora     |
| Coras de Tepic "B"       | Tepic, Nayarit                               | Ramón Rodríguez      | Arena Cora                        | Coras de Tepic           |
| Dorados Premier          | Culiacan, Sinaloa                            | Omar Briceño         | Banorte                           | Dorados de Sinaloa       |
| Durango                  | Durango, Durango                             | Enrique Vizcarra     | Francisco Zarco                   |                          |
| Mineros de Zacatecas "B" | Zacatecas, Zacatecas                         | Mauricio Gallaga     | Francisco Villa                   | Mineros de Zacatecas     |
| Murciélagos "B"          | Guamúchil, Sinaloa                           | Roberto Castro       | Coloso del Dique                  | Murciélagos Fútbol Club  |
| Monterrey Premier        | Santiago, Nuevo León                         | Juan Carlos Barrón   | El Barrial                        | Club de Fútbol Monterrey |
| Reynosa                  | Reynosa, Tamaulipas                          | Ramón Villa Zeballos | Reynosa                           |                          |
| Santos Soledad           | Soledad de Graciano Sánchez, San Luis Potosí | Oscar Cabrera        | Unidad Deportiva 21 de Marzo      |                          |
| Santos Laguna Premier    | Torreón, Coahuila                            | Miguel Ángel Vargas  | TSM Cancha Externa n.º 5          | Club Santos Laguna       |
| Tigres Premier           | Zuazua, Nuevo León                           | Reinaldo Lima        | Instalaciones de Zuazua n.º 2     | Tigres de la UANL        |
| Tijuana Premier          | Tijuana, Baja California                     | Diego Torres Ortiz   | Caliente                          | Club Tijuana             |
| Dorados UACH             | Chihuahua, Chihuahua                         | Francisco Gamboa     | Olímpico Universitario José Baeza |                          |
| Indios UACJ              | Ciudad Juarez, Chihuahua                     | Marcelino Bernal     | Olímpico Benito Juárez            |                          |
| Tuzos UAZ                | Zacatecas, Zacatecas                         | Guadalupe Rubio      | Francisco Villa                   |                          |

#### Grupo 2
| Equipo              | Sede                                 | Entrenador              | Estadio                              | Filial de                  |
| ------------------- | ------------------------------------ | ----------------------- | ------------------------------------ | -------------------------- |
| A.E.M. Fútbol Club  | Cuautitlán Izcalli, Estado de México | Aarón Huesca            | Hugo Sánchez Márquez                 |                            |
| Atlas Premier       | Zapopan, Jalisco                     | Guadalupe Ramos         | Alfredo "Pistache" Torres            | Atlas de Guadalajara       |
| Cachorros U. de G.  | Guadalajara, Jalisco                 | Sergio Díaz             | Jalisco / Club UdeG La Primavera     | Universidad de Guadalajara |
| Club Tepatitlán     | Tepatitlán de Morelos, Jalisco       | Ricardo Fernández       | Gregorio "Tepa" Gómez                | Atlético San Luis          |
| Cruz Azul Hidalgo   | Ciudad Cooperativa Jasso, Hidalgo    | Jesús Aguado            | 10 de diciembre                      | Cruz Azul Fútbol Club      |
| Guadalajara Premier | Zapopan, Jalisco                     | José de Jesús Rodríguez | Verde Valle                          | Club Deportivo Guadalajara |
| Irapuato            | Irapuato, Guanajuato                 | Ernesto Sosa            | Sergio León Chávez                   | Celaya Fútbol Club         |
| León Premier        | León, Guanajuato                     | Alfredo Murguía         | Casa Club León                       | Club León                  |
| Loros de Colima     | Colima, Colima                       | Víctor Hugo Mora        | Olímpico Universitario de Colima     |                            |
| Morelia Premier     | Zacapu, Michoacán                    | Mario Díaz Pérez        | Morelos                              | Monarcas Morelia           |
| Pachuca Premier     | San Agustín Tlaxiaca, Hidalgo        | Silvio Rudman           | Instalaciones Universidad del Fútbol | Club de Fútbol Pachuca     |
| Querétaro Premier   | Querétaro, Querétaro                 | Alberto Coyote          | La Corregidora                       | Querétaro Fútbol Club      |
| Real Cuautitlán     | Cuautitlán, Estado de México         | Christian Ramírez       | Los Pinos                            |                            |
| Toluca Premier      | Metepec, Estado de México            | José Edmundo Núñez      | Instalaciones de Metepec             | Deportivo Toluca           |
| Potros UAEM         | Toluca, Estado de México             | Omar Ramírez Lara       | Alberto "Chivo" Córdoba              |                            |

#### Grupo 3
| Equipo                 | Sede                              | Entrenador            | Estadio                                                       | Filial de                   |
| ---------------------- | --------------------------------- | --------------------- | ------------------------------------------------------------- | --------------------------- |
| América Premier        | México, Distrito Federal          | Pablo Luna            | Inst. Club América Cancha n.º 2                               | Club América                |
| Athletic Club Morelos  | Cuernavaca, Morelos               | Miguel Velázquez      | Centenario                                                    | Club Zacatepec              |
| Atlético Veracruz      | Texcoco, Estado de México         | Eduardo Pacheco       | Municipal Claudio Suárez                                      |                             |
| Chapulineros de Oaxaca | Oaxaca, Oaxaca                    | Carlos Ayala          | Benito Juárez / Alberto Pérez Navarro / Tecnológico de Oaxaca | Alebrijes de Oaxaca         |
| Chiapas Premier        | Tuxtla Gutiérrez, Chiapas         | Ignacio Negrete       | Víctor Manuel Reyna                                           | Chiapas Fútbol Club         |
| Cruz Azul Premier      | Ciudad Cooperativa Jasso, Hidalgo | Fidel González        | 10 de diciembre                                               | Cruz Azul Fútbol Club       |
| Inter Playa            | Playa del Carmen, Quintana Roo    | Jair Real             | Mario Villanueva Madrid                                       |                             |
| Ocelotes UNACH         | Tapachula, Chiapas                | Antonio Taboada       | Olímpico de Tapachula                                         |                             |
| Orizaba                | Orizaba, Veracruz                 | Martín Pérez Padrón   | Socum                                                         | Tiburones Rojos de Veracruz |
| Petroleros             | Boca del Río, Veracruz            | Israel Castillo       | Unidad Deportiva Hugo Sánchez                                 |                             |
| Pioneros Cancún        | Cancún, Quintana Roo              | Narciso Morales       | Olímpico Andrés Quintana Roo                                  |                             |
| Puebla Premier         | Puebla, Puebla                    | Fernando Palomeque    | Unidad Deportiva Mario Vázquez Raña                           | Puebla Fútbol Club          |
| Tampico Madero         | Tampico Madero, Tamaulipas        | Mario García Covalles | Tamaulipas                                                    |                             |
| Tlaxcala F.C.          | Tlaxcala, Tlaxcala                | Pablo Sabater         | Tlahuicole                                                    | Club de Fútbol Pachuca      |
| Pumas Premier          | México, Distrito Federal          | Raúl Alpizar          | La Cantera                                                    | Club Universidad Nacional   |
| Veracruz Premier       | Coatzacoalcos, Veracruz           | Pedro Osorio          | Rafael Hernández Ochoa                                        | Tiburones Rojos de Veracruz |

## Estadísticas

### Grupo 1
| Pos. | Equipo                   | Pts. | PJ | G | E | P  | GF | GC | Dif. | Clasificación        |
| ---- | ------------------------ | ---- | -- | - | - | -- | -- | -- | ---- | -------------------- |
| 1    | Murciélagos "B"          | 29   | 14 | 8 | 2 | 4  | 27 | 17 | +10  | Liguilla de ascenso  |
| 2    | Reynosa F.C.             | 29   | 14 | 7 | 4 | 3  | 21 | 15 | +6   | Liguilla de ascenso  |
| 3    | Cimarrones de Guaymas    | 24   | 14 | 5 | 6 | 3  | 32 | 17 | +15  |                      |
| 4    | Santos Laguna Premier    | 24   | 14 | 6 | 5 | 3  | 24 | 12 | +12  | Liguilla de filiales |
| 5    | Mineros de Zacatecas "B" | 24   | 14 | 6 | 5 | 3  | 20 | 13 | +7   |                      |
| 6    | Indios UACJ              | 23   | 14 | 6 | 4 | 4  | 23 | 21 | +2   |                      |
| 7    | Monterrey Premier        | 23   | 14 | 6 | 5 | 3  | 15 | 17 | −2   | Liguilla de filiales |
| 8    | Tigres Premier           | 22   | 14 | 4 | 8 | 2  | 19 | 17 | +2   | Liguilla de filiales |
| 9    | Tijuana Premier          | 21   | 14 | 6 | 3 | 5  | 25 | 20 | +5   | Liguilla de filiales |
| 10   | Santos de Soledad        | 17   | 14 | 4 | 4 | 6  | 19 | 29 | −10  |                      |
| 11   | Coras de Tepic "B"       | 16   | 14 | 4 | 4 | 6  | 15 | 20 | −5   |                      |
| 12   | Durango                  | 15   | 14 | 4 | 3 | 7  | 20 | 25 | −5   |                      |
| 13   | Tuzos UAZ                | 14   | 14 | 2 | 6 | 6  | 16 | 22 | −6   |                      |
| 14   | Dorados UACH             | 12   | 14 | 4 | 0 | 10 | 17 | 27 | −10  |                      |
| 15   | Dorados Premier          | 11   | 14 | 2 | 3 | 9  | 15 | 36 | −21  |                      |

 Fuente: SoccerWay

### Grupo 2
| Pos. | Equipo              | Pts. | PJ | G  | E | P  | GF | GC | Dif. | Clasificación        |
| ---- | ------------------- | ---- | -- | -- | - | -- | -- | -- | ---- | -------------------- |
| 1    | Cruz Azul Hidalgo   | 34   | 14 | 10 | 1 | 3  | 33 | 12 | +21  | Liguilla de ascenso  |
| 2    | Club Tepatitlán     | 33   | 14 | 10 | 1 | 3  | 28 | 12 | +16  | Liguilla de ascenso  |
| 3    | Potros UAEM         | 30   | 14 | 8  | 5 | 1  | 22 | 17 | +5   | Liguilla de ascenso  |
| 4    | Irapuato            | 28   | 14 | 8  | 1 | 5  | 24 | 16 | +8   |                      |
| 5    | Guadalajara Premier | 25   | 14 | 6  | 4 | 4  | 26 | 20 | +6   | Liguilla de filiales |
| 6    | Loros de Colima     | 25   | 14 | 7  | 1 | 6  | 29 | 26 | +3   |                      |
| 7    | Pachuca Premier     | 22   | 14 | 6  | 3 | 5  | 17 | 21 | −4   | Liguilla de filiales |
| 8    | Real Cuautitlán     | 21   | 14 | 5  | 5 | 4  | 18 | 20 | −2   |                      |
| 9    | Querétaro Premier   | 17   | 14 | 4  | 4 | 6  | 15 | 18 | −3   |                      |
| 10   | Cachorros U. de G.  | 17   | 14 | 4  | 5 | 5  | 20 | 26 | −6   |                      |
| 11   | León Premier        | 16   | 14 | 4  | 2 | 8  | 21 | 24 | −3   |                      |
| 12   | Toluca Premier      | 16   | 14 | 5  | 1 | 8  | 14 | 24 | −10  |                      |
| 13   | Morelia Premier     | 15   | 14 | 4  | 2 | 8  | 18 | 27 | −9   |                      |
| 14   | Atlas Premier       | 15   | 14 | 4  | 2 | 8  | 17 | 26 | −9   |                      |
| 15   | A.E.M. Fútbol Club  | 5    | 14 | 1  | 1 | 12 | 12 | 35 | −23  |                      |

 Fuente: SoccerWay

### Grupo 3
| Pos. | Equipo                 | Pts. | PJ | G | E | P  | GF | GC | Dif. | Clasificación         |
| ---- | ---------------------- | ---- | -- | - | - | -- | -- | -- | ---- | --------------------- |
| 1    | Tlaxcala F.C.          | 34   | 15 | 9 | 4 | 2  | 40 | 12 | +28  | Liguilla de ascenso   |
| 2    | Tampico Madero         | 34   | 15 | 8 | 6 | 1  | 23 | 8  | +15  | Liguilla de ascenso   |
| 3    | Pioneros de Cancún     | 31   | 15 | 8 | 4 | 3  | 33 | 12 | +21  | Liguilla de filiales  |
| 4    | Pumas Premier          | 31   | 15 | 9 | 3 | 3  | 21 | 14 | +7   | Liguilla de filiales  |
| 5    | Inter Playa            | 29   | 15 | 8 | 3 | 4  | 24 | 17 | +7   |                       |
| 6    | Atlético Veracruz      | 27   | 16 | 6 | 5 | 5  | 19 | 21 | −2   |                       |
| 7    | Chapulineros de Oaxaca | 23   | 15 | 5 | 7 | 3  | 14 | 10 | +4   |                       |
| 8    | Orizaba                | 22   | 15 | 4 | 8 | 3  | 17 | 14 | +3   |                       |
| 9    | Cruz Azul Premier      | 21   | 15 | 5 | 5 | 5  | 21 | 25 | −4   | Liguilla de filiales  |
| 10   | Athletic Club Morelos  | 20   | 15 | 5 | 3 | 7  | 26 | 31 | −5   |                       |
| 11   | Ocelotes UNACH         | 17   | 15 | 4 | 4 | 7  | 17 | 22 | −5   |                       |
| 12   | Chiapas Premier        | 17   | 15 | 4 | 4 | 7  | 15 | 34 | −19  |                       |
| 13   | Veracruz Premier       | 17   | 15 | 4 | 4 | 7  | 15 | 34 | −19  |                       |
| 14   | América Premier        | 11   | 15 | 2 | 5 | 8  | 17 | 24 | −7   |                       |
| 15   | Puebla Premier         | 11   | 15 | 3 | 2 | 10 | 15 | 30 | −15  |                       |
| 16   | Petroleros de Veracruz | 7    | 15 | 1 | 4 | 10 | 13 | 39 | −26  | Descenso de Categoría |

 Fuente: SoccerWay

### Tabla general
| Pos. | Equipo                   | Pts. | PJ | G  | E | P  | GF | GC | Dif. | Clasificación         |
| ---- | ------------------------ | ---- | -- | -- | - | -- | -- | -- | ---- | --------------------- |
| 1    | Tlaxcala F.C.            | 34   | 15 | 9  | 4 | 2  | 40 | 12 | +28  | Liguilla de ascenso   |
| 2    | Cruz Azul Hidalgo        | 34   | 14 | 10 | 1 | 3  | 33 | 12 | +21  | Liguilla de ascenso   |
| 3    | Club Tepatitlán          | 33   | 14 | 10 | 1 | 3  | 28 | 12 | +16  | Liguilla de ascenso   |
| 4    | Tampico Madero           | 34   | 15 | 8  | 6 | 1  | 23 | 8  | +15  | Liguilla de ascenso   |
| 5    | Pioneros de Cancún       | 31   | 15 | 8  | 4 | 3  | 33 | 12 | +21  | Liguilla de ascenso   |
| 6    | Pumas Premier            | 31   | 15 | 9  | 3 | 3  | 21 | 14 | +7   | Liguilla de filiales  |
| 7    | Potros UAEM              | 30   | 14 | 8  | 5 | 1  | 22 | 17 | +5   | Liguilla de ascenso   |
| 8    | Murciélagos "B"          | 29   | 14 | 8  | 2 | 4  | 27 | 17 | +10  | Liguilla de ascenso   |
| 9    | Inter Playa              | 29   | 15 | 8  | 3 | 4  | 24 | 17 | +7   |                       |
| 10   | Reynosa F.C.             | 29   | 14 | 7  | 4 | 3  | 21 | 15 | +6   | Liguilla de ascenso   |
| 11   | Irapuato                 | 28   | 14 | 8  | 1 | 5  | 24 | 16 | +8   |                       |
| 12   | Atlético Veracruz        | 27   | 16 | 6  | 5 | 5  | 19 | 21 | −2   |                       |
| 13   | Guadalajara Premier      | 25   | 14 | 6  | 4 | 4  | 26 | 20 | +6   | Liguilla de filiales  |
| 14   | Loros de Colima          | 25   | 14 | 7  | 1 | 6  | 29 | 26 | +3   |                       |
| 15   | Cimarrones de Guaymas    | 24   | 14 | 5  | 6 | 3  | 32 | 17 | +15  |                       |
| 16   | Santos Laguna Premier    | 24   | 14 | 6  | 5 | 3  | 24 | 12 | +12  | Liguilla de filiales  |
| 17   | Mineros de Zacatecas "B" | 24   | 14 | 6  | 5 | 3  | 20 | 13 | +7   |                       |
| 18   | Indios UACJ              | 23   | 14 | 6  | 4 | 4  | 23 | 21 | +2   |                       |
| 19   | Chapulineros de Oaxaca   | 23   | 15 | 5  | 7 | 3  | 14 | 10 | +4   |                       |
| 20   | Monterrey Premier        | 23   | 14 | 6  | 5 | 3  | 15 | 17 | −2   | Liguilla de filiales  |
| 21   | Orizaba                  | 22   | 15 | 4  | 8 | 3  | 17 | 14 | +3   |                       |
| 22   | Tigres Premier           | 22   | 14 | 4  | 8 | 2  | 19 | 17 | +2   | Liguilla de filiales  |
| 23   | Pachuca Premier          | 22   | 14 | 6  | 3 | 5  | 17 | 21 | −4   | Liguilla de filiales  |
| 24   | Tijuana Premier          | 21   | 14 | 6  | 3 | 5  | 25 | 20 | +5   | Liguilla de filiales  |
| 25   | Real Cuautitlán          | 21   | 14 | 5  | 5 | 4  | 18 | 20 | −2   |                       |
| 26   | Cruz Azul Premier        | 21   | 15 | 5  | 5 | 5  | 21 | 25 | −4   | Liguilla de filiales  |
| 27   | Athletic Club Morelos    | 20   | 15 | 5  | 3 | 7  | 26 | 31 | −5   |                       |
| 28   | Querétaro Premier        | 17   | 14 | 4  | 4 | 6  | 15 | 18 | −3   |                       |
| 29   | Ocelotes UNACH           | 17   | 15 | 4  | 4 | 7  | 17 | 22 | −5   |                       |
| 30   | Cachorros U. de G.       | 17   | 14 | 4  | 5 | 5  | 20 | 26 | −6   |                       |
| 31   | Santos de Soledad        | 17   | 14 | 4  | 4 | 6  | 19 | 29 | −10  |                       |
| 32   | Chiapas Premier          | 17   | 15 | 4  | 4 | 7  | 15 | 34 | −19  |                       |
| 33   | Veracruz Premier         | 17   | 15 | 4  | 4 | 7  | 15 | 34 | −19  |                       |
| 34   | León Premier             | 16   | 14 | 4  | 2 | 8  | 21 | 24 | −3   |                       |
| 35   | Coras de Tepic "B"       | 16   | 14 | 4  | 4 | 6  | 15 | 20 | −5   |                       |
| 36   | Toluca Premier           | 16   | 14 | 5  | 1 | 8  | 14 | 24 | −10  |                       |
| 37   | Durango                  | 15   | 14 | 4  | 3 | 7  | 20 | 25 | −5   |                       |
| 38   | Morelia Premier          | 15   | 14 | 4  | 2 | 8  | 18 | 27 | −9   |                       |
| 39   | Atlas Premier            | 15   | 14 | 4  | 2 | 8  | 17 | 26 | −9   |                       |
| 40   | Tuzos UAZ                | 14   | 14 | 2  | 6 | 6  | 16 | 22 | −6   |                       |
| 41   | Dorados UACH             | 12   | 14 | 4  | 0 | 10 | 17 | 27 | −10  |                       |
| 42   | América Premier          | 11   | 15 | 2  | 5 | 8  | 17 | 24 | −7   |                       |
| 43   | Puebla Premier           | 11   | 15 | 3  | 2 | 10 | 15 | 30 | −15  |                       |
| 44   | Dorados Premier          | 11   | 14 | 2  | 3 | 9  | 15 | 36 | −21  |                       |
| 45   | Petroleros de Veracruz   | 7    | 15 | 1  | 4 | 10 | 13 | 39 | −26  | Descenso de Categoría |
| 46   | A.E.M. Fútbol Club       | 5    | 14 | 1  | 1 | 12 | 12 | 35 | −23  |                       |

 Fuente: SoccerWay

### Tabla de promedio
| Posición | Equipo                         | Puntos | Juegos | Cociente |
| -------- | ------------------------------ | ------ | ------ | -------- |
| 1        | Tlaxcala                       | 73     | 30     | 2.4333   |
| 2        | Cruz Azul (Hidalgo)            | 67     | 28     | 2.3928   |
| 3        | Tampico Madero                 | 71     | 30     | 2.3666   |
| 4        | UAEM                           | 65     | 28     | 2.3214   |
| 5        | Club Tepatitlan                | 63     | 28     | 2.2500   |
| 6        | Loros de Colima                | 57     | 28     | 2.0357   |
| 7        | Pioneros Cancun                | 59     | 30     | 1.9666   |
| 8        | Mineros de Zacatecas "B"       | 55     | 28     | 1.9642   |
| 9        | Reynosa F.C.                   | 52     | 28     | 1.8571   |
| 10       | UNAM Premier                   | 54     | 30     | 1.8000   |
| 11       | Tigres Premier                 | 50     | 28     | 1.7857   |
| 12       | Murciélagos "B"                | 50     | 28     | 1.7857   |
| 13       | Irapuato                       | 49     | 28     | 1.7500   |
| 14       | Chapulineros de Oaxaca         | 51     | 30     | 1.7000   |
| 15       | Cimarrones de Sonora "B"       | 47     | 28     | 1.6785   |
| 16       | Santos Laguna Premier          | 45     | 28     | 1.6071   |
| 17       | Inter Playa Del Carmen         | 48     | 30     | 1.6000   |
| 18       | Monterrey Premier              | 43     | 28     | 1.5357   |
| 19       | Guadalajara Premier            | 40     | 28     | 1.4285   |
| 20       | U.A. Zacatecas                 | 40     | 28     | 1.4285   |
| 21       | Cachorros U. de G.             | 40     | 28     | 1.4285   |
| 22       | America Premier                | 42     | 30     | 1.4000   |
| 23       | Querétaro Premier              | 39     | 28     | 1.3928   |
| 24       | Jaguares Premier               | 41     | 30     | 1.3666   |
| 25       | U.A. de Ciudad Juarez          | 38     | 28     | 1.3571   |
| 26       | Tijuana Premier                | 38     | 28     | 1.3571   |
| 27       | Atlas Premier                  | 37     | 28     | 1.3214   |
| 28       | Athletic Club Morelos          | 39     | 30     | 1.3000   |
| 29       | Puebla Premier                 | 39     | 30     | 1.3000   |
| 30       | Pachuca Premier                | 36     | 28     | 1.2857   |
| 31       | Monarcas Premier               | 36     | 28     | 1.2857   |
| 32       | Santos Soledad F.C.            | 33     | 28     | 1.1785   |
| 33       | Cruz Azul Premier              | 35     | 30     | 1.1666   |
| 34       | Atlético Veracruz              | 34     | 30     | 1.1333   |
| 35       | Durango                        | 31     | 28     | 1.1071   |
| 36       | Ocelotes UNACH                 | 33     | 30     | 1.1000   |
| 37       | Albinegros Orizaba             | 33     | 30     | 1.1000   |
| 38       | Leon Premier                   | 30     | 28     | 1.0714   |
| 39       | Toluca Premier                 | 30     | 28     | 1.0714   |
| 40       | UACH                           | 30     | 28     | 1.0714   |
| 41       | Veracruz Premier               | 30     | 30     | 1.0000   |
| 42       | Coras Tepic Premier            | 28     | 28     | 1.0000   |
| 43       | Real Cuautitlán                | 26     | 28     | 0.9285   |
| 44       | Dorados Premier                | 26     | 28     | 0.9285   |
| 45       | Atlético Estado de México F.C. | 22     | 28     | 0.7857   |
| 46       | Petroleros Veracruz            | 16     | 30     | 0.5333   |

     Desciende a la Segunda LNT.

### Goleadores
| Luis Eduardo Rodríguez                    | Tlaxcala Fútbol Club   | 18 |
| Oscar Rai Villa                           | Cimarrones de Sonora   | 13 |
| Miguel Parrales                           | Cruz Azul Hidalgo      | 10 |
| Lizandro Echeverría                       | Pioneros de Cancún     | 10 |
| Dante Osorio                              | Potros UAEM            | 9  |
| William Guzmán                            | Guadalajara Premier    | 9  |
| Roger Llergo                              | Inter Playa del Carmen | 9  |
| Yaudel Lahera                             | Cimarrones de Sonora   | 9  |
| Última actualización: 23 de abril de 2016 |                        |    |

| Jugador                | Equipo                 | Autogoles |
| ---------------------- | ---------------------- | --------- |
| Omar Addi Vilchis      | Toluca Premier         | 1         |
| Erick Ochoa            | Durango                | 1         |
| Cruz Govea             | Santos de Soledad      | 1         |
| Christian López García | Inter Playa del Carmen | 1         |
| Hugo González Mayoral  | Athletic Club Morelos  | 1         |
| Irving Enríquez        | León Premier           | 1         |
| Enrique Cedillo        | América Premier        | 1         |
| Jorge Arrieta Remes    | Petroleros de Veracruz | 1         |
| Carlos Escobar         | Dorados UACH           | 1         |

### Tripletas, póqueres o más
A continuación se detallan los tripletes conseguidos a lo largo de la temporada.
| Fecha      | Jugador                | Goles        | Local                |  | Resultado |  | Visitante                | Rep. |
| ---------- | ---------------------- | ------------ | -------------------- |  | --------- |  | ------------------------ | ---- |
| 31-01-2016 | Miguel Parrales        | ?' · ?' · ?' | Cruz Azul Hidalgo    |  | 4:1       |  | Real Cuautitlán          |      |
| 06-02-2016 | Luis Eduardo Rodríguez | ?' · ?' · ?' | Tlaxcala Fútbol Club |  | 6:0       |  | Petroleros de Veracruz   |      |
| 27-02-2016 | Lizandro Echeverría    | ?' · ?' · ?' | Pioneros de Cancún   |  | 5:1       |  | Athletic Club Morelos    |      |
| 02-04-2016 | Luis Eduardo Rodríguez | ?' · ?' · ?' | Tlaxcala Fútbol Club |  | 4:0       |  | Athletic Club de Morelos |      |
| 09-04-2016 | Luis Eduardo Rodríguez | ?' · ?' · ?' | Cruz Azul Premier    |  | 3:8       |  | Tlaxcala Fútbol Club     |      |

### Jornada 1
- - Los horarios son correspondientes al Tiempo del Centro de México (UTC-6 y UTC-5 en horario de verano).

| Tijuana Premier   | 3 - 0    | Indios U.A.C.J.          | Caliente                 | 8 de enero      | 12:00           |
| Coras "B"         | 0 - 3    | Santos Soledad           | Olímpico Santa Teresita  | 8 de enero      | 21:30           |
| Santos Premier    | 1 - 3    | Reynosa F.C.             | TSM Cancha Externa n.º 5 | 9 de enero      | 11:15           |
| Tuzos U.A.Z.      | 0 - 0    | Tigres Premier           | Francisco Villa          | 9 de enero      | 12:00           |
| Alacranes Durango | 1 - 3    | Dorados Premier          | Francisco Zarco          | 9 de enero      | 15:00           |
| Monterrey Premier | 2 - 0    | Mineros de Zacatecas "B" | El Barrial               | 10 de enero     | 11:00           |
| Cimarrones "B"    | 2 - 0    | Dorados U.A.CH.          | Héctor Espino            | 20 de enero     | 12:00           |
| DESCANSO          | DESCANSO | DESCANSO                 | Murciélagos "B"          | Murciélagos "B" | Murciélagos "B" |

| Leon Premier              | 3 - 2    | Loros de Colima    | Casa Club León           | 8 de enero      | 10:00           |
| Guadalajara Premier       | 2 - 2    | Potros U.A.E.M.    | Verde Valle              | 8 de enero      | 15:00           |
| Monarcas Premier          | 3 - 1    | Cachorros U. de G. | Cancha Anexa Morelos     | 8 de enero      | 16:00           |
| Toluca Premier            | 1 - 1    | Atlas Premier      | Instalaciones de Metepec | 9 de enero      | 10:00           |
| Real Cuautitlán           | 4 - 1    | Pachuca Premier    | Los Pinos                | 9 de enero      | 12:00           |
| Atlético Estado de México | 0 - 1    | Querétaro Premier  | Hugo Sánchez Márquez     | 9 de enero      | 15:00           |
| Irapuato                  | 1 - 0    | Cruz Azul Hidalgo  | Sergio León Chávez       | 10 de enero     | 15:00           |
| DESCANSO                  | DESCANSO | DESCANSO           | Club Tepatitlán          | Club Tepatitlán | Club Tepatitlán |

| Pumas Premier         | 2 - 1 | Veracruz Premier    | La Cantera                          | 8 de enero  | 10:00 |
| Cruz Azul Premier     | 1 - 0 | Petroleros Veracruz | 10 de diciembre                     | 9 de enero  | 11:00 |
| Puebla Premier        | 2 - 1 | Orizaba             | Unidad Deportiva Mario Vázquez Raña | 9 de enero  | 12:00 |
| Chiapas Premier       | 1 - 5 | Inter Playa         | Víctor Manuel Reyna                 | 9 de enero  | 15:00 |
| Atlético Veracruz     | 2 - 1 | Ocelotes UNACH      | Claudio Suárez                      | 9 de enero  | 15:00 |
| Tampico Madero        | 2 - 1 | ' Tlaxcala F.C.     | Tamaulipas                          | 9 de enero  | 20:00 |
| América Premier       | 1 - 1 | Pioneros Cancún     | Inst. Club América Cancha n.º 2     | 10 de enero | 10:00 |
| Athletic Club Morelos | 1 - 1 | Chapulineros        | Centenario                          | 10 de enero | 15:00 |

### Jornada 2
| Indios U.A.C.J.          | 1 - 1    | Murciélagos "B"   | Olímpico Benito Juárez            | 15 de enero       | 17:00             |
| Dorados U.A.CH.          | 0 - 3    | Tuzos U.A.Z.      | Olímpico Universitario José Baeza | 15 de enero       | 20:30             |
| Mineros de Zacatecas "B" | 0 - 0    | Coras "B"         | Francisco Villa                   | 16 de enero       | 11:00             |
| Tigres Premier           | 2 - 2    | Tijuana Premier   | Instalaciones de Zuazua n.º 2     | 16 de enero       | 12:00             |
| Reynosa F.C.             | 1 - 1    | Cimarrones "B"    | Reynosa                           | 16 de enero       | 19:45             |
| Dorados Premier          | 2 - 3    | Monterrey Premier | Banorte                           | 17 de enero       | 11:00             |
| Santos Soledad           | 2 - 2    | Santos Premier    | Unidad Deportiva 21 de Marzo      | 17 de enero       | 12:00             |
| DESCANSO                 | DESCANSO | DESCANSO          | Alacranes Durango                 | Alacranes Durango | Alacranes Durango |

| Potros U.A.E.M.    | 3 - 0    | Toluca Premier            | Alberto "Chivo" Córdoba          | 15 de enero     | 15:00           |
| Monarcas Premier   | 1 - 4    | Atlas Premier             | Cancha Anexa Morelos             | 15 de enero     | 16:00           |
| Cachorros U. de G. | 3 - 4    | Irapuato                  | Club U. de G. La Primavera       | 16 de enero     | 10:00           |
| Querétaro Premier  | 2 - 2    | Real Cuautitlán           | La Corregidora                   | 16 de enero     | 12:00           |
| Loros de Colima    | 4 - 1    | Atlético Estado de México | Olímpico Universitario de Colima | 16 de enero     | 16:00           |
| Cruz Azul Hidalgo  | 3 - 1    | Leon Premier              | 10 de diciembre                  | 17 de enero     | 12:00           |
| Club Tepatitlán    | 1 - 1    | Guadalajara Premier       | Las Ánimas                       | 11 de febrero   | 16:00           |
| DESCANSO           | DESCANSO | DESCANSO                  | Pachuca Premier                  | Pachuca Premier | Pachuca Premier |

| Inter Playa         | 0 - 0 | Tampico Madero        | Mario Villanueva Madrid       | 16 de enero | 11:00 |
| Orizaba             | 0 - 0 | Pumas Premier         | Socum                         | 16 de enero | 12:00 |
| Pioneros Cancún     | 4 - 1 | Puebla Premier        | Olímpico Andrés Quintana Roo  | 16 de enero | 14:00 |
| Petroleros Veracruz | 0 - 0 | Chiapas Premier       | Unidad Deportiva Hugo Sánchez | 16 de enero | 15:30 |
| Ocelotes UNACH      | 2 - 1 | Athletic Club Morelos | Olímpico de Tapachula         | 16 de enero | 16:00 |
| Veracruz Premier    | 1 - 0 | Atlético Veracruz     | Rafael Hernández Ochoa        | 16 de enero | 17:00 |
| ' Tlaxcala F.C.     | 3 - 1 | América Premier       | Tlahuicole                    | 16 de enero | 18:00 |
| Chapulineros        | 0 - 0 | Cruz Azul Premier     | Benito Juárez                 | 17 de enero | 12:00 |

### Jornada 3
| Tijuana Premier   | 3 - 1    | Dorados U.A.CH.          | Caliente                 | 22 de enero     | 10:00           |
| Coras "B"         | 3 - 0    | Dorados Premier          | Olímpico Santa Teresita  | 22 de enero     | 21:30           |
| Cimarrones "B"    | 1 - 1    | Santos Soledad           | Héctor Espino            | 23 de enero     | 11:00           |
| Santos Premier    | 0 - 0    | Mineros de Zacatecas "B" | TSM Cancha Externa n.º 5 | 23 de enero     | 11:15           |
| Tuzos U.A.Z.      | 0 - 1    | Reynosa F.C.             | Francisco Villa          | 23 de enero     | 16:00           |
| Murciélagos "B"   | 3 - 0    | Tigres Premier           | Coloso del Dique         | 23 de enero     | 22:00           |
| Monterrey Premier | 0 - 0    | Alacranes Durango        | El Barrial               | 24 de enero     | 11:00           |
| DESCANSO          | DESCANSO | DESCANSO                 | Indios U.A.C.J.          | Indios U.A.C.J. | Indios U.A.C.J. |

| Leon Premier              | 2 - 3    | Cachorros U. de G. | Casa Club León          | 22 de enero       | 10:00             |
| Guadalajara Premier       | 0 - 0    | Pachuca Premier    | Verde Valle             | 22 de enero       | 16:00             |
| Monarcas Premier          | 0 - 1    | Toluca Premier     | Cancha Anexa Morelos    | 22 de enero       | 16:00             |
| Real Cuautitlán           | 1 - 3    | Loros de Colima    | Los Pinos               | 23 de enero       | 12:00             |
| Atlético Estado de México | 0 - 2    | Cruz Azul Hidalgo  | Hugo Sánchez Márquez    | 23 de enero       | 16:00             |
| Club Tepatitlán           | 2 - 3    | Potros U.A.E.M.    | Alfonso Lastras Ramírez | 23 de enero       | 16:00             |
| Irapuato                  | 3 - 1    | Atlas Premier      | Sergio León Chávez      | 24 de enero       | 15:00             |
| DESCANSO                  | DESCANSO | DESCANSO           | Querétaro Premier       | Querétaro Premier | Querétaro Premier |

| Pumas Premier         | 0 - 1 | Puebla Premier      | La Cantera                      | 22 de enero | 10:00 |
| Cruz Azul Premier     | 1 - 1 | Ocelotes UNACH      | 10 de diciembre                 | 23 de enero | 11:00 |
| Chiapas Premier       | 0 - 0 | Chapulineros        | Víctor Manuel Reyna             | 23 de enero | 15:00 |
| Atlético Veracruz     | 0 - 3 | Orizaba             | Claudio Suárez                  | 23 de enero | 15:00 |
| ' Tlaxcala F.C.       | 1 - 0 | Pioneros Cancún     | Tlahuicole                      | 23 de enero | 18:00 |
| Tampico Madero        | 3 - 1 | Petroleros Veracruz | Tamaulipas                      | 23 de enero | 20:00 |
| América Premier       | 3 - 0 | Inter Playa         | Inst. Club América Cancha n.º 2 | 24 de enero | 10:00 |
| Athletic Club Morelos | 0 - 2 | Veracruz Premier    | Centenario                      | 24 de enero | 15:00 |

### Jornada 4
| Dorados Premier          | 1 - 2    | Santos Premier  | Banorte                           | 29 de enero       | 11:00             |
| Santos Soledad           | 1 - 0    | Tuzos U.A.Z.    | Unidad Deportiva 21 de Marzo      | 29 de enero       | 15:30             |
| Dorados U.A.CH.          | 1 - 0    | Murciélagos "B" | Olímpico Universitario José Baeza | 29 de enero       | 20:30             |
| Mineros de Zacatecas "B" | 1 - 3    | Cimarrones "B"  | Francisco Villa                   | 30 de enero       | 11:00             |
| Tigres Premier           | 3 - 2    | Indios U.A.C.J. | Instalaciones de Zuazua n.º 2     | 30 de enero       | 12:00             |
| Alacranes Durango        | 3 - 1    | Coras "B"       | Francisco Zarco                   | 30 de enero       | 15:00             |
| Reynosa F.C.             | 1 - 0    | Tijuana Premier | Reynosa                           | 30 de enero       | 19:45             |
| DESCANSO                 | DESCANSO | DESCANSO        | Monterrey Premier                 | Monterrey Premier | Monterrey Premier |

| Potros U.A.E.M.    | 2 - 0    | Monarcas Premier          | Alberto "Chivo" Córdoba    | 29 de enero     | 15:00           |
| Atlas Premier      | 1 - 3    | Leon Premier              | Alfredo "Pistache" Torres  | 29 de enero     | 16:30           |
| Toluca Premier     | 0 - 2    | Irapuato                  | Instalaciones de Metepec   | 30 de enero     | 10:00           |
| Cachorros U. de G. | 2 - 1    | Atlético Estado de México | Club U. de G. La Primavera | 30 de enero     | 10:00           |
| Querétaro Premier  | 1 - 1    | Guadalajara Premier       | La Corregidora             | 30 de enero     | 12:00           |
| Club Tepatitlán    | 2 - 4    | Pachuca Premier           | Las Ánimas                 | 30 de enero     | 16:00           |
| Cruz Azul Hidalgo  | 4 - 1    | Real Cuautitlán           | 10 de diciembre            | 31 de enero     | 12:00           |
| DESCANSO           | DESCANSO | DESCANSO                  | Loros de Colima            | Loros de Colima | Loros de Colima |

| Inter Playa         | 0 - 0 | ' Tlaxcala F.C.       | Mario Villanueva Madrid             | 30 de enero | 11:00 |
| Puebla Premier      | 2 - 2 | Atlético Veracruz     | Unidad Deportiva Mario Vázquez Raña | 30 de enero | 12:00 |
| Orizaba             | 2 - 2 | Athletic Club Morelos | Socum                               | 30 de enero | 12:00 |
| Pioneros Cancún     | 1 - 1 | Pumas Premier         | Olímpico Andrés Quintana Roo        | 30 de enero | 14:00 |
| Petroleros Veracruz | 1 - 1 | América Premier       | Unidad Deportiva Hugo Sánchez       | 30 de enero | 15:30 |
| Ocelotes UNACH      | 1 - 2 | Chiapas Premier       | Olímpico de Tapachula               | 30 de enero | 16:00 |
| Veracruz Premier    | 1 - 2 | Cruz Azul Premier     | Rafael Hernández Ochoa              | 30 de enero | 17:00 |
| Chapulineros        | 0 - 2 | Tampico Madero        | Benito Juárez                       | 31 de enero | 12:00 |

### Jornada 5
| Tijuana Premier | 7 - 1    | Santos Soledad           | Caliente                 | 5 de febrero   | 12:00          |
| Indios U.A.C.J. | 1 - 0    | Dorados U.A.CH.          | Olímpico Benito Juárez   | 5 de febrero   | 17:00          |
| Coras "B"       | 1 - 1    | Monterrey Premier        | Olímpico Santa Teresita  | 5 de febrero   | 21:30          |
| Santos Premier  | 6 - 0    | Alacranes Durango        | TSM Cancha Externa n.º 5 | 6 de febrero   | 11:15          |
| Cimarrones "B"  | 8 - 0    | Dorados Premier          | Héctor Espino            | 6 de febrero   | 13:00          |
| Tuzos U.A.Z.    | 1 - 1    | Mineros de Zacatecas "B" | Francisco Villa          | 6 de febrero   | 16:00          |
| Murciélagos "B" | 2 - 1    | Reynosa F.C.             | Coloso del Dique         | 6 de febrero   | 22:00          |
| DESCANSO        | DESCANSO | DESCANSO                 | Tigres Premier           | Tigres Premier | Tigres Premier |

| Leon Premier              | 1 - 2    | Toluca Premier     | Casa Club León                       | 5 de febrero      | 10:00             |
| Pachuca Premier           | 0 - 2    | Potros U.A.E.M.    | Instalaciones Universidad del Fútbol | 5 de febrero      | 12:00             |
| Guadalajara Premier       | 2 - 1    | Loros de Colima    | Verde Valle                          | 5 de febrero      | 12:00             |
| Real Cuautitlán           | 1 - 1    | Cachorros U. de G. | Los Pinos                            | 6 de febrero      | 12:00             |
| Atlético Estado de México | 0 - 1    | Atlas Premier      | Alberto "Chivo" Córdoba              | 6 de febrero      | 14:00             |
| Club Tepatitlán           | 2 - 0    | Querétaro Premier  | Las Ánimas                           | 6 de febrero      | 16:00             |
| Irapuato                  | 0 - 3    | Monarcas Premier   | Sergio León Chávez                   | 7 de febrero      | 15:00             |
| DESCANSO                  | DESCANSO | DESCANSO           | Cruz Azul Hidalgo                    | Cruz Azul Hidalgo | Cruz Azul Hidalgo |

| Cruz Azul Premier     | 1 - 1 | Orizaba             | 10 de diciembre                 | 6 de febrero | 11:00 |
| Inter Playa           | 2 - 1 | Pioneros Cancún     | Mario Villanueva Madrid         | 6 de febrero | 11:00 |
| Atlético Veracruz     | 0 - 3 | Pumas Premier       | Claudio Suárez                  | 6 de febrero | 15:00 |
| Chiapas Premier       | 2 - 2 | Veracruz Premier    | Víctor Manuel Reyna             | 6 de febrero | 15:00 |
| ' Tlaxcala F.C.       | 6 - 0 | Petroleros Veracruz | Tlahuicole                      | 6 de febrero | 18:00 |
| Tampico Madero        | 2 - 0 | Ocelotes UNACH      | Tamaulipas                      | 6 de febrero | 20:00 |
| América Premier       | 0 - 2 | Chapulineros        | Inst. Club América Cancha n.º 2 | 7 de febrero | 10:00 |
| Athletic Club Morelos | 3 - 1 | Puebla Premier      | Centenario                      | 7 de febrero | 15:00 |

### Jornada 6
| Dorados Premier          | 2 - 2    | Tuzos U.A.Z.    | Banorte                           | 12 de febrero | 11:00     |
| Dorados U.A.CH.          | 2 - 3    | Tigres Premier  | Olímpico Universitario José Baeza | 12 de febrero | 20:30     |
| Mineros de Zacatecas "B" | 3 - 0    | Tijuana Premier | Francisco Villa                   | 13 de febrero | 11:00     |
| Alacranes Durango        | 2 - 0    | Cimarrones "B"  | Francisco Zarco                   | 13 de febrero | 15:00     |
| Reynosa F.C.             | 2 - 2    | Indios U.A.C.J. | Reynosa                           | 13 de febrero | 19:45     |
| Monterrey Premier        | 1 - 0    | Santos Premier  | El Barrial                        | 14 de febrero | 11:00     |
| Santos Soledad           | 3 - 4    | Murciélagos "B" | Unidad Deportiva 21 de Marzo      | 14 de febrero | 12:00     |
| DESCANSO                 | DESCANSO | DESCANSO        | Coras "B"                         | Coras "B"     | Coras "B" |

| Potros U.A.E.M.   | 0 - 0    | Irapuato                  | Alberto "Chivo" Córdoba   | 12 de febrero      | 15:00              |
| Monarcas Premier  | 1 - 1    | Leon Premier              | Cancha Anexa Morelos      | 12 de febrero      | 16:00              |
| Atlas Premier     | 0 - 1    | Real Cuautitlán           | Alfredo "Pistache" Torres | 12 de febrero      | 16:30              |
| Toluca Premier    | 1 - 3    | Atlético Estado de México | Instalaciones de Metepec  | 13 de febrero      | 10:00              |
| Querétaro Premier | 1 - 2    | Pachuca Premier           | La Corregidora            | 13 de febrero      | 12:00              |
| Club Tepatitlán   | 3 - 0    | Loros de Colima           | Las Ánimas                | 13 de febrero      | 16:00              |
| Cruz Azul Hidalgo | 4 - 2    | Guadalajara Premier       | 10 de diciembre           | 14 de febrero      | 12:00              |
| DESCANSO          | DESCANSO | DESCANSO                  | Cachorros U. de G.        | Cachorros U. de G. | Cachorros U. de G. |

| Pumas Premier       | 3 - 2 | Athletic Club Morelos | La Cantera                          | 12 de febrero | 10:00 |
| Orizaba             | 1 - 2 | Chiapas Premier       | Socum                               | 13 de febrero | 12:00 |
| Puebla Premier      | 0 - 1 | Cruz Azul Premier     | Unidad Deportiva Mario Vázquez Raña | 13 de febrero | 12:00 |
| Pioneros Cancún     | 4 - 0 | Atlético Veracruz     | Olímpico Andrés Quintana Roo        | 13 de febrero | 14:00 |
| Petroleros Veracruz | 2 - 3 | Inter Playa           | Unidad Deportiva Hugo Sánchez       | 13 de febrero | 15:30 |
| Veracruz Premier    | 0 - 0 | Tampico Madero        | Rafael Hernández Ochoa              | 13 de febrero | 17:00 |
| Chapulineros        | 1 - 0 | ' Tlaxcala F.C.       | Alberto Pérez Navarro               | 14 de febrero | 12:00 |
| Ocelotes UNACH      | 2 - 2 | América Premier       | Olímpico de Tapachula               | 16 de marzo   | 18:00 |

### Jornada 7
| Tijuana Premier | 2 - 1    | Dorados Premier          | Caliente                      | 19 de febrero   | 12:00           |
| Tigres Premier  | 3 - 0    | Reynosa F.C.             | Instalaciones de Zuazua n.º 2 | 20 de febrero   | 11:00           |
| Santos Premier  | 6 - 0    | Coras "B"                | TSM Cancha Externa n.º 5      | 20 de febrero   | 11:15           |
| Tuzos U.A.Z.    | 2 - 2    | Alacranes Durango        | Francisco Villa               | 20 de febrero   | 16:00           |
| Cimarrones "B"  | 1 - 2    | Monterrey Premier        | Héctor Espino                 | 20 de febrero   | 17:30           |
| Murciélagos "B" | 1 - 2    | Mineros de Zacatecas "B" | Coloso del Dique              | 20 de febrero   | 22:00           |
| Indios U.A.C.J. | 1 - 2    | Santos Soledad           | Olímpico Benito Juárez        | 21 de febrero   | 13:00           |
| DESCANSO        | DESCANSO | DESCANSO                 | Dorados U.A.CH.               | Dorados U.A.CH. | Dorados U.A.CH. |

| Leon Premier              | 0 - 2    | Irapuato           | Casa Club León                       | 19 de febrero | 10:00         |
| Pachuca Premier           | 1 - 2    | Loros de Colima    | Instalaciones Universidad del Fútbol | 19 de febrero | 12:00         |
| Guadalajara Premier       | 4 - 0    | Cachorros U. de G. | Verde Valle                          | 19 de febrero | 16:00         |
| Querétaro Premier         | 0 - 1    | Potros U.A.E.M.    | La Corregidora                       | 20 de febrero | 12:00         |
| Real Cuautitlán           | 0 - 1    | Toluca Premier     | Los Pinos                            | 20 de febrero | 12:00         |
| Atlético Estado de México | 3 - 4    | Monarcas Premier   | Alberto "Chivo" Córdoba              | 20 de febrero | 15:00         |
| Club Tepatitlán           | 1 - 0    | Cruz Azul Hidalgo  | Gregorio "Tepa" Gómez                | 20 de febrero | 16:00         |
| DESCANSO                  | DESCANSO | DESCANSO           | Atlas Premier                        | Atlas Premier | Atlas Premier |

| Cruz Azul Premier     | 0 - 1 | Pumas Premier     | 10 de diciembre                 | 20 de febrero | 11:00 |
| Inter Playa           | 2 - 0 | Chapulineros      | Mario Villanueva Madrid         | 20 de febrero | 11:00 |
| Chiapas Premier       | 3 - 1 | Puebla Premier    | Víctor Manuel Reyna             | 20 de febrero | 15:00 |
| Petroleros Veracruz   | 1 - 7 | Pioneros Cancún   | Unidad Deportiva Hugo Sánchez   | 20 de febrero | 15:30 |
| ' Tlaxcala F.C.       | 1 - 1 | Ocelotes UNACH    | Tlahuicole                      | 20 de febrero | 18:00 |
| Tampico Madero        | 0 - 0 | Orizaba           | Tamaulipas                      | 20 de febrero | 20:00 |
| América Premier       | 3 - 1 | Veracruz Premier  | Inst. Club América Cancha n.º 2 | 21 de febrero | 10:00 |
| Athletic Club Morelos | 0 - 3 | Atlético Veracruz | Centenario                      | 21 de febrero | 15:00 |

### Jornada 8
| Dorados Premier          | 0 - 3    | Murciélagos "B" | Banorte                      | 26 de febrero  | 11:00          |
| Mineros de Zacatecas "B" | 1 - 2    | Indios U.A.C.J. | Francisco Villa              | 27 de febrero  | 11:00          |
| Alacranes Durango        | 0 - 1    | Tijuana Premier | Francisco Zarco              | 27 de febrero  | 16:00          |
| Reynosa F.C.             | 3 - 1    | Dorados U.A.CH. | Reynosa                      | 27 de febrero  | 19:45          |
| Coras "B"                | 0 - 0    | Cimarrones "B"  | Olímpico Santa Teresita      | 27 de febrero  | 20:00          |
| Monterrey Premier        | 0 - 0    | Tuzos U.A.Z.    | El Barrial                   | 28 de febrero  | 11:00          |
| Santos Soledad           | 1 - 1    | Tigres Premier  | Unidad Deportiva 21 de Marzo | 28 de febrero  | 12:00          |
| DESCANSO                 | DESCANSO | DESCANSO        | Santos Premier               | Santos Premier | Santos Premier |

| Potros U.A.E.M.    | 2 - 1    | Leon Premier              | Alberto "Chivo" Córdoba          | 26 de febrero  | 15:00          |
| Monarcas Premier   | 2 - 2    | Real Cuautitlán           | Cancha Anexa Morelos             | 26 de febrero  | 16:00          |
| Atlas Premier      | 0 - 3    | Guadalajara Premier       | Alfredo "Pistache" Torres        | 26 de febrero  | 16:30          |
| Cachorros U. de G. | 1 - 3    | Club Tepatitlán           | Club U. de G. La Primavera       | 27 de febrero  | 10:00          |
| Loros de Colima    | 2 - 1    | Querétaro Premier         | Olímpico Universitario de Colima | 27 de febrero  | 16:00          |
| Cruz Azul Hidalgo  | 3 - 0    | Pachuca Premier           | 10 de diciembre                  | 28 de febrero  | 12:00          |
| Irapuato           | 3 - 0    | Atlético Estado de México | Sergio León Chávez               | 28 de febrero  | 15:00          |
| DESCANSO           | DESCANSO | DESCANSO                  | Toluca Premier                   | Toluca Premier | Toluca Premier |

| Pumas Premier     | 3 - 2 | Chiapas Premier       | La Cantera                          | 26 de febrero | 10:00 |
| Orizaba           | 1 - 0 | América Premier       | Socum                               | 27 de febrero | 12:00 |
| Puebla Premier    | 0 - 2 | Tampico Madero        | Unidad Deportiva Mario Vázquez Raña | 27 de febrero | 12:00 |
| Pioneros Cancún   | 5 - 1 | Athletic Club Morelos | Olímpico Andrés Quintana Roo        | 27 de febrero | 14:00 |
| Atlético Veracruz | 2 - 0 | Cruz Azul Premier     | Claudio Suárez                      | 27 de febrero | 15:00 |
| Veracruz Premier  | 1 - 1 | ' Tlaxcala F.C.       | Rafael Hernández Ochoa              | 27 de febrero | 15:00 |
| Ocelotes UNACH    | 0 - 1 | Inter Playa           | Olímpico de Tapachula               | 27 de febrero | 16:00 |
| Chapulineros      | 3 - 0 | Petroleros Veracruz   | Alberto Pérez Navarro               | 8 de marzo    | 12:00 |

### Jornada 9
| Tijuana Premier | 1 - 2    | Monterrey Premier        | Caliente                          | 4 de marzo   | 12:00        |
| Indios U.A.C.J. | 2 - 0    | Dorados Premier          | Olímpico Benito Juárez            | 4 de marzo   | 17:00        |
| Dorados U.A.CH. | 3 - 0    | Santos Soledad           | Olímpico Universitario José Baeza | 4 de marzo   | 20:30        |
| Tigres Premier  | 1 - 1    | Mineros de Zacatecas "B" | Instalaciones de Zuazua n.º 2     | 5 de marzo   | 12:00        |
| Tuzos U.A.Z.    | 3 - 2    | Coras "B"                | Francisco Villa                   | 5 de marzo   | 16:00        |
| Cimarrones "B"  | 1 - 1    | Santos Premier           | Héctor Espino                     | 5 de marzo   | 17:30        |
| Murciélagos "B" | 1 - 0    | Alacranes Durango        | Coloso del Dique                  | 5 de marzo   | 22:00        |
| DESCANSO        | DESCANSO | DESCANSO                 | Reynosa F.C.                      | Reynosa F.C. | Reynosa F.C. |

| Pachuca Premier           | 1 - 1    | Cachorros U. de G. | Instalaciones Universidad del Fútbol | 4 de marzo       | 12:00            |
| Guadalajara Premier       | 1 - 0    | Toluca Premier     | Verde Valle                          | 4 de marzo       | 16:00            |
| Querétaro Premier         | 0 - 2    | Cruz Azul Hidalgo  | La Corregidora                       | 5 de marzo       | 12:00            |
| Real Cuautitlán           | 3 - 2    | Irapuato           | Los Pinos                            | 5 de marzo       | 12:00            |
| Atlético Estado de México | 1 - 3    | Leon Premier       | Alberto "Chivo" Córdoba              | 5 de marzo       | 15:00            |
| Loros de Colima           | 1 - 0    | Potros U.A.E.M.    | Olímpico Universitario de Colima     | 5 de marzo       | 16:00            |
| Club Tepatitlán           | 3 - 1    | Atlas Premier      | Gregorio "Tepa" Gómez                | 5 de marzo       | 17:00            |
| DESCANSO                  | DESCANSO | DESCANSO           | Monarcas Premier                     | Monarcas Premier | Monarcas Premier |

| Cruz Azul Premier   | 2 - 1 | Athletic Club Morelos | 10 de diciembre                 | 5 de marzo | 11:00 |
| Inter Playa         | 2 - 1 | Veracruz Premier      | Mario Villanueva Madrid         | 5 de marzo | 11:00 |
| Chiapas Premier     | 0 - 0 | Atlético Veracruz     | Víctor Manuel Reyna             | 5 de marzo | 15:00 |
| Petroleros Veracruz | 1 - 0 | Ocelotes UNACH        | Unidad Deportiva Hugo Sánchez   | 5 de marzo | 15:30 |
| ' Tlaxcala F.C.     | 1 - 1 | Orizaba               | Tlahuicole                      | 5 de marzo | 18:00 |
| Tampico Madero      | 0 - 0 | Pumas Premier         | Tamaulipas                      | 5 de marzo | 20:00 |
| América Premier     | 1 - 1 | Puebla Premier        | Inst. Club América Cancha n.º 2 | 6 de marzo | 10:00 |
| Chapulineros        | 1 - 1 | Pioneros Cancún       | Alberto Pérez Navarro           | 6 de marzo | 12:00 |

### Jornada 10
| Dorados Premier          | 1 - 1    | Tigres Premier  | Banorte                      | 11 de marzo    | 11:00          |
| Mineros de Zacatecas "B" | 2 - 0    | Dorados U.A.CH. | Francisco Villa              | 12 de marzo    | 11:00          |
| Santos Premier           | 1 - 1    | Tuzos U.A.Z.    | TSM Cancha Externa n.º 5     | 12 de marzo    | 11:15          |
| Alacranes Durango        | 0 - 2    | Indios U.A.C.J. | Francisco Zarco              | 12 de marzo    | 16:00          |
| Coras "B"                | 3 - 0    | Tijuana Premier | Olímpico Santa Teresita      | 12 de marzo    | 20:00          |
| Monterrey Premier        | 2 - 1    | Murciélagos "B" | El Barrial                   | 13 de marzo    | 11:00          |
| Santos Soledad           | 2 - 0    | Reynosa F.C.    | Unidad Deportiva 21 de Marzo | 13 de marzo    | 12:00          |
| DESCANSO                 | DESCANSO | DESCANSO        | Cimarrones "B"               | Cimarrones "B" | Cimarrones "B" |

| Leon Premier       | 0 - 1    | Real Cuautitlán           | Casa Club León             | 11 de marzo | 10:00    |
| Potros U.A.E.M.    | 4 - 0    | Atlético Estado de México | Alberto "Chivo" Córdoba    | 11 de marzo | 15:00    |
| Monarcas Premier   | 2 - 4    | Guadalajara Premier       | Cancha Anexa Morelos       | 11 de marzo | 16:00    |
| Atlas Premier      | 4 - 0    | Pachuca Premier           | Alfredo "Pistache" Torres  | 11 de marzo | 16:30    |
| Toluca Premier     | 1 - 0    | Club Tepatitlán           | Instalaciones de Metepec   | 12 de marzo | 10:00    |
| Cachorros U. de G. | 1 - 1    | Querétaro Premier         | Club U. de G. La Primavera | 12 de marzo | 10:00    |
| Cruz Azul Hidalgo  | 3 - 1    | Loros de Colima           | 10 de diciembre            | 13 de marzo | 12:00    |
| DESCANSO           | DESCANSO | DESCANSO                  | Irapuato                   | Irapuato    | Irapuato |

| Pumas Premier         | 3 - 2 | América Premier     | La Cantera                          | 11 de marzo | 11:00 |
| Puebla Premier        | 1 - 3 | ' Tlaxcala F.C.     | Unidad Deportiva Mario Vázquez Raña | 12 de marzo | 12:00 |
| Orizaba               | 2 - 2 | Inter Playa         | Socum                               | 12 de marzo | 12:00 |
| Pioneros Cancún       | 1 - 1 | Cruz Azul Premier   | Olímpico Andrés Quintana Roo        | 12 de marzo | 14:00 |
| Atlético Veracruz     | 1 - 1 | Tampico Madero      | Claudio Suárez                      | 12 de marzo | 15:00 |
| Ocelotes UNACH        | 1 - 1 | Chapulineros        | Olímpico de Tapachula               | 12 de marzo | 16:00 |
| Veracruz Premier      | 1 - 1 | Petroleros Veracruz | Rafael Hernández Ochoa              | 12 de marzo | 17:00 |
| Athletic Club Morelos | 3 - 0 | Chiapas Premier     | Centenario                          | 13 de marzo | 15:00 |

### Jornada 11
| Tigres Premier  | 1 - 1    | Alacranes Durango        | Instalaciones de Zuazua n.º 2     | 17 de marzo    | 11:00          |
| Tijuana Premier | 0 - 1    | Santos Premier           | Caliente                          | 18 de marzo    | 11:00          |
| Indios U.A.C.J. | 4 - 0    | Monterrey Premier        | Olímpico Benito Juárez            | 18 de marzo    | 16:00          |
| Dorados U.A.CH. | 4 - 1    | Dorados Premier          | Olímpico Universitario José Baeza | 18 de marzo    | 20:30          |
| Tuzos U.A.Z.    | 1 - 4    | Cimarrones "B"           | Francisco Villa                   | 19 de marzo    | 16:00          |
| Reynosa F.C.    | 0 - 0    | Mineros de Zacatecas "B" | Reynosa                           | 19 de marzo    | 18:00          |
| Murciélagos "B" | 2 - 0    | Coras "B"                | Coloso del Dique                  | 19 de marzo    | 22:00          |
| DESCANSO        | DESCANSO | DESCANSO                 | Santos Soledad                    | Santos Soledad | Santos Soledad |

| Guadalajara Premier | 1 - 2    | Irapuato                  | Verde Valle                          | 18 de marzo  | 16:00        |
| Querétaro Premier   | 0 - 0    | Atlas Premier             | La Corregidora                       | 19 de marzo  | 12:00        |
| Real Cuautitlán     | 1 - 1    | Atlético Estado de México | Los Pinos                            | 19 de marzo  | 12:00        |
| Loros de Colima     | 3 - 3    | Cachorros U. de G.        | Olímpico Universitario de Colima     | 19 de marzo  | 16:00        |
| Club Tepatitlán     | 1 - 0    | Monarcas Premier          | Gregorio "Tepa" Gómez                | 19 de marzo  | 17:00        |
| Cruz Azul Hidalgo   | 1 - 1    | Potros U.A.E.M.           | 10 de diciembre                      | 20 de marzo  | 12:00        |
| Pachuca Premier     | 2 - 1    | Toluca Premier            | Instalaciones Universidad del Fútbol | 22 de marzo  | 12:00        |
| DESCANSO            | DESCANSO | DESCANSO                  | Leon Premier                         | Leon Premier | Leon Premier |

| Inter Playa         | 3 - 1 | Puebla Premier        | Mario Villanueva Madrid         | 19 de marzo | 11:00 |
| Chiapas Premier     | 1 - 6 | Cruz Azul Premier     | Víctor Manuel Reyna             | 19 de marzo | 15:00 |
| Petroleros Veracruz | 0 - 0 | Orizaba               | Unidad Deportiva Hugo Sánchez   | 19 de marzo | 15:30 |
| Ocelotes UNACH      | 1 - 3 | Pioneros Cancún       | Olímpico de Tapachula           | 19 de marzo | 16:00 |
| ' Tlaxcala F.C.     | 2 - 0 | Pumas Premier         | Tlahuicole                      | 19 de marzo | 18:00 |
| Tampico Madero      | 2 - 2 | Athletic Club Morelos | Tamaulipas                      | 19 de marzo | 20:00 |
| América Premier     | 0 - 2 | Atlético Veracruz     | Inst. Club América Cancha n.º 2 | 20 de marzo | 10:00 |
| Chapulineros        | 0 - 0 | Veracruz Premier      | Alberto Pérez Navarro           | 20 de marzo | 12:00 |

### Jornada 12
| Monterrey Premier        | 0 - 0    | Tigres Premier  | El Barrial               | 24 de marzo  | 10:00        |
| Dorados Premier          | 3 - 3    | Reynosa F.C.    | Banorte                  | 25 de marzo  | 11:00        |
| Mineros de Zacatecas "B" | 4 - 1    | Santos Soledad  | Francisco Villa          | 26 de marzo  | 11:00        |
| Santos Premier           | 2 - 0    | Murciélagos "B" | TSM Cancha Externa n.º 5 | 26 de marzo  | 11:15        |
| Alacranes Durango        | 5 - 3    | Dorados U.A.CH. | Francisco Zarco          | 26 de marzo  | 16:00        |
| Cimarrones "B"           | 2 - 2    | Tijuana Premier | Héctor Espino            | 26 de marzo  | 19:00        |
| Coras "B"                | 1 - 1    | Indios U.A.C.J. | Olímpico Santa Teresita  | 26 de marzo  | 20:00        |
| DESCANSO                 | DESCANSO | DESCANSO        | Tuzos U.A.Z.             | Tuzos U.A.Z. | Tuzos U.A.Z. |

| Leon Premier       | 4 - 2    | Guadalajara Premier | Casa Club León             | 23 de marzo               | 10:00                     |
| Potros U.A.E.M.    | 0 - 0    | Real Cuautitlán     | Alberto "Chivo" Córdoba    | 25 de marzo               | 15:00                     |
| Monarcas Premier   | 0 - 1    | Pachuca Premier     | Cancha Anexa Morelos       | 25 de marzo               | 16:00                     |
| Toluca Premier     | 4 - 2    | Querétaro Premier   | Instalaciones de Metepec   | 26 de marzo               | 10:00                     |
| Cachorros U. de G. | 1 - 2    | Cruz Azul Hidalgo   | Club U. de G. La Primavera | 26 de marzo               | 10:00                     |
| Irapuato           | 1 - 2    | Club Tepatitlán     | Sergio León Chávez         | 27 de marzo               | 15:00                     |
| Atlas Premier      | 3 - 2    | Loros de Colima     | Alfredo "Pistache" Torres  | 27 de marzo               | 16:30                     |
| DESCANSO           | DESCANSO | DESCANSO            | Atlético Estado de México  | Atlético Estado de México | Atlético Estado de México |

| Athletic Club Morelos | 3 - 2 | América Premier     | Centenario                          | 17 de febrero | 15:00 |
| Pumas Premier         | 1 - 0 | Inter Playa         | La Cantera                          | 25 de marzo   | 11:00 |
| Cruz Azul Premier     | 1 - 3 | Tampico Madero      | 10 de diciembre                     | 26 de marzo   | 11:00 |
| Puebla Premier        | 2 - 0 | Petroleros Veracruz | Unidad Deportiva Mario Vázquez Raña | 26 de marzo   | 11:00 |
| Orizaba               | 0 - 1 | Chapulineros        | Socum                               | 26 de marzo   | 12:00 |
| Pioneros Cancún       | 2 - 0 | Chiapas Premier     | Olímpico Andrés Quintana Roo        | 26 de marzo   | 14:00 |
| Atlético Veracruz     | 0 - 3 | ' Tlaxcala F.C.     | Claudio Suárez                      | 26 de marzo   | 15:00 |
| Veracruz Premier      | 1 - 2 | Ocelotes UNACH      | Rafael Hernández Ochoa              | 26 de marzo   | 17:00 |

### Jornada 13
| Tijuana Premier | 1 - 0    | Tuzos U.A.Z.      | Caliente                          | 1 de abril               | 11:00                    |
| Indios U.A.C.J. | 1 - 1    | Santos Premier    | Olímpico Benito Juárez            | 1 de abril               | 16:00                    |
| Dorados U.A.CH. | 2 - 1    | Monterrey Premier | Olímpico Universitario José Baeza | 1 de abril               | 20:30                    |
| Tigres Premier  | 0 - 1    | Coras "B"         | Instalaciones de Zuazua n.º 2     | 2 de abril               | 12:00                    |
| Reynosa F.C.    | 1 - 0    | Alacranes Durango | Reynosa                           | 2 de abril               | 18:00                    |
| Murciélagos "B" | 3 - 1    | Cimarrones "B"    | Coloso del Dique                  | 2 de abril               | 22:00                    |
| Santos Soledad  | 0 - 1    | Dorados Premier   | Unidad Deportiva 21 de Marzo      | 3 de abril               | 12:00                    |
| DESCANSO        | DESCANSO | DESCANSO          | Mineros de Zacatecas "B"          | Mineros de Zacatecas "B" | Mineros de Zacatecas "B" |

| Pachuca Premier     | 2 - 0    | Irapuato                  | Instalaciones Universidad del Fútbol | 1 de abril      | 12:00           |
| Guadalajara Premier | 3 - 2    | Atlético Estado de México | Verde Valle                          | 1 de abril      | 16:00           |
| Cachorros U. de G.  | 0 - 0    | Potros U.A.E.M.           | Club U. de G. La Primavera           | 2 de abril      | 10:00           |
| Querétaro Premier   | 3 - 0    | Monarcas Premier          | La Corregidora                       | 2 de abril      | 12:00           |
| Loros de Colima     | 5 - 1    | Toluca Premier            | Olímpico Universitario de Colima     | 2 de abril      | 16:00           |
| Club Tepatitlán     | 1 - 0    | Leon Premier              | Gregorio "Tepa" Gómez                | 2 de abril      | 17:00           |
| Cruz Azul Hidalgo   | 6 - 1    | Atlas Premier             | 10 de diciembre                      | 3 de abril      | 12:00           |
| DESCANSO            | DESCANSO | DESCANSO                  | Real Cuautitlán                      | Real Cuautitlán | Real Cuautitlán |

| Inter Playa         | 0 - 2 | Atlético Veracruz     | Mario Villanueva Madrid         | 2 de abril | 11:00 |
| Petroleros Veracruz | 2 - 3 | Pumas Premier         | Unidad Deportiva Hugo Sánchez   | 2 de abril | 15:30 |
| Ocelotes UNACH      | 2 - 3 | Orizaba               | Olímpico de Tapachula           | 2 de abril | 16:00 |
| Veracruz Premier    | 0 - 1 | Pioneros Cancún       | Rafael Hernández Ochoa          | 2 de abril | 17:00 |
| ' Tlaxcala F.C.     | 4 - 0 | Athletic Club Morelos | Tlahuicole                      | 2 de abril | 18:00 |
| Tampico Madero      | 4 - 0 | Chiapas Premier       | Tamaulipas                      | 2 de abril | 20:00 |
| América Premier     | 1 - 1 | Cruz Azul Premier     | Inst. Club América Cancha n.º 2 | 3 de abril | 10:00 |
| Chapulineros        | 3 - 1 | Puebla Premier        | Tecnológico de Oaxaca           | 3 de abril | 12:00 |

### Jornada 14
| Dorados Premier   | 0 - 2    | Mineros de Zacatecas "B" | Banorte                  | 8 de abril      | 11:00           |
| Santos Premier    | 0 - 1    | Tigres Premier           | TSM Cancha Externa n.º 5 | 9 de abril      | 11:15           |
| Alacranes Durango | 4 - 1    | Santos Soledad           | Francisco Zarco          | 9 de abril      | 16:00           |
| Cimarrones "B"    | 5 - 0    | Indios U.A.C.J.          | Héctor Espino            | 9 de abril      | 20:00           |
| Coras "B"         | 2 - 0    | Dorados U.A.CH.          | Olímpico Santa Teresita  | 9 de abril      | 20:00           |
| Monterrey Premier | 0 - 4    | Reynosa F.C.             | El Barrial               | 10 de abril     | 11:00           |
| Tuzos U.A.Z.      | 1 - 3    | Murciélagos "B"          | Francisco Villa          | 10 de abril     | 16:00           |
| DESCANSO          | DESCANSO | DESCANSO                 | Tijuana Premier          | Tijuana Premier | Tijuana Premier |

| Leon Premier              | 1 - 1    | Pachuca Premier     | Casa Club León            | 8 de abril      | 10:00           |
| Monarcas Premier          | 0 - 3    | Loros de Colima     | Cancha Anexa Morelos      | 8 de abril      | 16:00           |
| Atlas Premier             | 0 - 1    | Cachorros U. de G.  | Alfredo "Pistache" Torres | 8 de abril      | 16:30           |
| Toluca Premier            | 0 - 2    | Cruz Azul Hidalgo   | Instalaciones de Metepec  | 9 de abril      | 10:00           |
| Real Cuautitlán           | 1 - 0    | Guadalajara Premier | Los Pinos                 | 9 de abril      | 12:00           |
| Atlético Estado de México | 0 - 4    | Club Tepatitlán     | Alberto "Chivo" Córdoba   | 9 de abril      | 16:00           |
| Irapuato                  | 0 - 1    | Querétaro Premier   | Sergio León Chávez        | 10 de abril     | 16:00           |
| DESCANSO                  | DESCANSO | DESCANSO            | Potros U.A.E.M.           | Potros U.A.E.M. | Potros U.A.E.M. |

| Pumas Premier         | 1 - 0 | Chapulineros        | La Cantera                          | 8 de abril  | 10:00 |
| Cruz Azul Premier     | 3 - 8 | ' Tlaxcala F.C.     | 10 de diciembre                     | 9 de abril  | 11:00 |
| Puebla Premier        | 1 - 2 | Ocelotes UNACH      | Unidad Deportiva Mario Vázquez Raña | 9 de abril  | 12:00 |
| Orizaba               | 1 - 1 | Veracruz Premier    | Socum                               | 9 de abril  | 12:00 |
| Atlético Veracruz     | 4 - 2 | Petroleros Veracruz | Claudio Suárez                      | 9 de abril  | 16:00 |
| Chiapas Premier       | 1 - 0 | América Premier     | Víctor Manuel Reyna                 | 9 de abril  | 16:00 |
| Tampico Madero        | 0 - 2 | Pioneros Cancún     | Tamaulipas                          | 9 de abril  | 20:00 |
| Athletic Club Morelos | 2 - 0 | Inter Playa         | Centenario                          | 10 de abril | 16:00 |

### Jornada 15
| Indios U.A.C.J.          | 4 - 2    | Tuzos U.A.Z.      | Olímpico Benito Juárez            | 15 de abril     | 17:00           |
| Dorados U.A.CH.          | 0 - 1    | Santos Premier    | Olímpico Universitario José Baeza | 15 de abril     | 20:30           |
| Mineros de Zacatecas "B" | 3 - 2    | Alacranes Durango | Francisco Villa                   | 16 de abril     | 11:00           |
| Tigres Premier           | 3 - 3    | Cimarrones "B"    | Instalaciones de Zuazua n.º 2     | 16 de abril     | 12:00           |
| Reynosa F.C.             | 1 - 0    | Coras "B"         | Reynosa                           | 16 de abril     | 19:00           |
| Murciélagos "B"          | 3 - 3    | Tijuana Premier   | Coloso del Dique                  | 16 de abril     | 22:00           |
| Santos Soledad           | 1 - 1    | Monterrey Premier | Unidad Deportiva 21 de Marzo      | 17 de abril     | 12:00           |
| DESCANSO                 | DESCANSO | DESCANSO          | Dorados Premier                   | Dorados Premier | Dorados Premier |

| Pachuca Premier    | 2 - 0    | Atlético Estado de México | Instalaciones Universidad del Fútbol | 15 de abril         | 10:00               |
| Potros U.A.E.M.    | 2 - 0    | Atlas Premier             | Alberto "Chivo" Córdoba              | 15 de abril         | 16:00               |
| Cachorros U. de G. | 2 - 1    | Toluca Premier            | Club U. de G. La Primavera           | 16 de abril         | 10:00               |
| Querétaro Premier  | 2 - 1    | Leon Premier              | La Corregidora                       | 16 de abril         | 12:00               |
| Loros de Colima    | 0 - 4    | Irapuato                  | Olímpico Universitario de Colima     | 16 de abril         | 16:00               |
| Club Tepatitlán    | 3 - 0    | Real Cuautitlán           | Gregorio "Tepa" Gómez                | 16 de abril         | 17:00               |
| Cruz Azul Hidalgo  | 1 - 2    | Monarcas Premier          | 10 de diciembre                      | 17 de abril         | 12:00               |
| DESCANSO           | DESCANSO | DESCANSO                  | Guadalajara Premier                  | Guadalajara Premier | Guadalajara Premier |

| ' Tlaxcala F.C.     | 6 - 1 | Chiapas Premier       | Tlahuicole                      | 15 de abril | 19:00 |
| Inter Playa         | 4 - 1 | Cruz Azul Premier     | Mario Villanueva Madrid         | 16 de abril | 12:00 |
| Pioneros Cancún     | 0 - 1 | Orizaba               | Olímpico Andrés Quintana Roo    | 16 de abril | 15:00 |
| Ocelotes UNACH      | 1 - 0 | Pumas Premier         | Olímpico de Tapachula           | 16 de abril | 16:00 |
| Petroleros Veracruz | 2 - 5 | Athletic Club Morelos | Unidad Deportiva Hugo Sánchez   | 16 de abril | 16:00 |
| Veracruz Premier    | 2 - 0 | Puebla Premier        | Rafael Hernández Ochoa          | 16 de abril | 17:00 |
| América Premier     | 0 - 2 | Tampico Madero        | Inst. Club América Cancha n.º 2 | 17 de abril | 10:00 |
| Chapulineros        | 1 - 1 | Atlético Veracruz     | Tecnológico de Oaxaca           | 17 de abril | 12:00 |

## Liguillas

### Liguilla de Ascenso
|  | Cuartos de final                                 | Cuartos de final                                 | Cuartos de final                                 |   |                | Semifinales                          | Semifinales                          | Semifinales                          |  |  | Final                              | Final                              | Final                              |
|  | 20 Y 21 de abril (Ida) 23 Y 24 de abril (Vuelta) | 20 Y 21 de abril (Ida) 23 Y 24 de abril (Vuelta) | 20 Y 21 de abril (Ida) 23 Y 24 de abril (Vuelta) |   |                | 28 de abril (Ida) 1 de mayo (Vuelta) | 28 de abril (Ida) 1 de mayo (Vuelta) | 28 de abril (Ida) 1 de mayo (Vuelta) |  |  | 5 de mayo (Ida) 8 de mayo (Vuelta) | 5 de mayo (Ida) 8 de mayo (Vuelta) | 5 de mayo (Ida) 8 de mayo (Vuelta) |
|  |                                                  |                                                  |                                                  |   |                |                                      |                                      |                                      |  |  |                                    |                                    |                                    |
|  | Tampico-Madero                                   | 1                                                | 4                                                |   |                |                                      |                                      |                                      |  |  |                                    |                                    |                                    |
|  | Universidad Autónoma del Estado de México        | 1                                                | 0                                                |   |                |                                      |                                      |                                      |  |  |                                    |                                    |                                    |
|  | Universidad Autónoma del Estado de México        | 1                                                | 0                                                |   | Tampico-Madero | 0                                    | 0                                    |                                      |  |  |                                    |                                    |                                    |
|  |                                                  |                                                  |                                                  |   | Tampico-Madero | 0                                    | 0                                    |                                      |  |  |                                    |                                    |                                    |
|  |                                                  | Pioneros                                         | 0                                                | 0 |                |                                      |                                      |                                      |  |  |                                    |                                    |                                    |
|  | Cruz Azul (Hidalgo)                              | Pioneros                                         | 0                                                | 0 | 1              | 2                                    |                                      |                                      |  |  |                                    |                                    |                                    |
|  | Cruz Azul (Hidalgo)                              |                                                  |                                                  |   | 1              | 2                                    |                                      |                                      |  |  |                                    |                                    |                                    |
|  | Pioneros                                         | 3                                                | 1                                                |   |                |                                      |                                      |                                      |  |  |                                    |                                    |                                    |
|  |                                                  |                                                  |                                                  |   |                |                                      |                                      |                                      |  |  | Tampico-Madero                     | 2                                  | 0                                  |
|  |                                                  |                                                  | Murciélagos                                      | 0 | 0              |                                      |                                      |                                      |  |  |                                    |                                    |                                    |
|  | Tlaxcala                                         | 0                                                | 1                                                |   |                |                                      |                                      |                                      |  |  |                                    |                                    |                                    |
|  | Murciélagos                                      | 2                                                | 1                                                |   |                |                                      |                                      |                                      |  |  |                                    |                                    |                                    |
|  | Murciélagos                                      | 2                                                | 1                                                |   | Murciélagos    | 1                                    | 1                                    |                                      |  |  |                                    |                                    |                                    |
|  |                                                  |                                                  |                                                  |   | Murciélagos    | 1                                    | 1                                    |                                      |  |  |                                    |                                    |                                    |
|  |                                                  | Reynosa                                          | 0                                                | 0 |                |                                      |                                      |                                      |  |  |                                    |                                    |                                    |
|  | Tepatitlán de Morelos                            | Reynosa                                          | 0                                                | 0 | 0              | 0                                    |                                      |                                      |  |  |                                    |                                    |                                    |
|  | Tepatitlán de Morelos                            |                                                  |                                                  |   | 0              | 0                                    |                                      |                                      |  |  |                                    |                                    |                                    |
|  | Reynosa                                          | 3                                                | 0                                                |   |                |                                      |                                      |                                      |  |  |                                    |                                    |                                    |

#### Cuartos de final
| 21 de abril, 16:00 | UAEM           | 1:1     | Tampico-Madero  | Estadio Alberto "Chivo" Córdoba, Toluca |                                |
|                    | J. Morales 73' | Reporte | R. González 53' | Asistencia: 4,500 espectadores          | Asistencia: 4,500 espectadores |

| 24 de abril, 18:00                                              | Tampico-Madero                                                | 4:0     | UAEM | Estadio Tamaulipas, Tampico - Madero |                                 |
|                                                                 | R. Meráz 10' · E. Segura 14' · A. Ávalos 38' · A. Escobar 51' | Reporte |      | Asistencia: 25,000 espectadores      | Asistencia: 25,000 espectadores |
| Con marcador global de 5-1, Tampico-Madero avanza a semifinales |                                                               |         |      |                                      |                                 |

| 21 de abril, 17:00 | Pioneros                                            | 3:1     | Cruz Azul (Hidalgo) | Estadio Andrés Quintana Roo, Cancún |                                |
|                    | L. Echeverría 36' · E. Gómez 49' · C. Henneberg 50' | Reporte | H. Acevedo 42'      | Asistencia: 4,300 espectadores      | Asistencia: 4,300 espectadores |

| 24 de abril, 12:00                                        | Cruz Azul (Hidalgo)             | 2:1     | Pioneros      | Estadio 10 de diciembre, Ciudad Cooperativa Cruz Azul |                              |
|                                                           | O. Pineda 38' · M. Hipólito 59' | Reporte | L. García 89' | Asistencia: 300 espectadores                          | Asistencia: 300 espectadores |
| Con marcador global de 4-3, Pioneros avanza a semifinales |                                 |         |               |                                                       |                              |

| 20 de abril, 20:30 | Murciélagos                  | 2:0     | Tlaxcala | Estadio Alfredo Díaz Angulo, Guamúchil |                                |
|                    | C. Félix 1' · R. Ramírez 63' | Reporte |          | Asistencia: 3,000 espectadores         | Asistencia: 3,000 espectadores |

| 23 de abril, 19:00                                           | Tlaxcala         | 1:1     | Murciélagos   | Estadio Tlahuicole, Tlaxcala   |                                |
|                                                              | A. Rodríguez 54' | Reporte | G. Moreno 90' | Asistencia: 5,000 espectadores | Asistencia: 5,000 espectadores |
| Con marcador global de 3-1, Murciélagos avanza a semifinales |                  |         |               |                                |                                |

| 20 de abril, 20:00 | Reynosa       | 3:0 (1:0) | Tepatitlán de Morelos | Unidad Deportiva Solidaridad, Reynosa |                                |
| | M. Galván 77' | Reporte   |                       | Asistencia: 9,000 espectadores        | Asistencia: 9,000 espectadores |
| Pese a haber ganado 1-0 deportivamente, se adjudicó una victoria de 3-0 al Reynosa debido a que Tepatitlán de Morelos presentó alineación indebida |               |           |                       |                                       |                                |

| No jugado | Tepatitlán de Morelos | –       | Reynosa |  |  |
| |                       | Reporte |         |  |  |
| Con marcador global de 3-0, Reynosa clasifica a semifinales, Tepatitlán fue eliminado por alineación indebida |                       |         |         |  |  |

#### Semifinales
| 28 de abril, 17:00 | Pioneros | 0:0     | Tampico-Madero | Estadio Andrés Quintana Roo, Cancún |                                |
|                    |          | Reporte |                | Asistencia: 6,300 espectadores      | Asistencia: 6,300 espectadores |

| 1 de mayo, 18:00 | Tampico-Madero | 0:0     | Pioneros | Estadio Tamaulipas, Tampico-Madero |                                 |
| |                | Reporte |          | Asistencia: 25,000 espectadores    | Asistencia: 25,000 espectadores |
| Pese a empatar 0-0 en el marcador global, Tampico-Madero avanza a la final por su mejor posición en la tabla general |                |         |          |                                    |                                 |

| 26 de abril, 20:00 | Reynosa | 0:1     | Murciélagos   | Unidad Deportiva Solidaridad, Reynosa |                                 |
|                    |         | Reporte | G. Moreno 19' | Asistencia: 12,000 espectadores       | Asistencia: 12,000 espectadores |

| 1 de mayo, 20:30                                          | Murciélagos   | 1:0     | Reynosa | Estadio Alfredo Díaz Angulo, Guamúchil |                                |
|                                                           | G. Zavala 20' | Reporte |         | Asistencia: 2,000 espectadores         | Asistencia: 2,000 espectadores |
| Con marcador global de 2-0, Murciélagos avanza a la final |               |         |         |                                        |                                |

#### Final
| 5 de mayo, 20:30 | Murciélagos | 0:2     | Tampico-Madero                | Estadio Alfredo Díaz Angulo, Guamúchil |                                |
|                  |             | Reporte | R. Meráz 22' · A. Escobar 54' | Asistencia: 5,000 espectadores         | Asistencia: 5,000 espectadores |

| 8 de mayo, 18:00                                                                                             | Tampico-Madero | 0:0     | Murciélagos | Estadio Tamaulipas, Tampico - Madero |                                 |
| |                | Reporte |             | Asistencia: 25,000 espectadores      | Asistencia: 25,000 espectadores |
| Con marcador global de 2-0, Tampico-Madero es campeón del Torneo Clausura 2016 de la Liga Premier de Ascenso |                |         |             |                                      |                                 |

| Campeón Clausura 2016 |
| --------------------- |
|                       |
| Tampico-Madero        |
| 2° Título             |

#### Final - Ida
| 111   | POR   | Carlos Fernández    |     |
| 48    | DEF   | Arturo Ruíz Aguirre |     |
| 84    | DEF   | Jassiel García      |     |
| 87    | DEF   | Gerardo Zavala      | 50' |
| 94    | DEF   | Víctor Hugo Ruíz    |     |
| 133   | DEF   | Samuel Sánchez      | 82' |
| 70    | MED   | Kevin Huezo         |     |
| 89    | MED   | Jaziel Mariscal     |     |
| 106   | MED   | Zerimar Ramírez     |     |
| 91    | DEL   | Germán Moreno       | 55' |
| 99    | DEL   | Carlos Félix        |     |
| D. T. | D. T. | Aldo Da Pozzo       |     |

| 1     | POR   | Alejandro Vences      |     |
| 4     | DEF   | Saúl González Luna    |     |
| 5     | DEF   | Dieter Vargas         |     |
| 16    | DEF   | Neftalí Teja          |     |
| 33    | DEF   | David Álvarez Agudelo |     |
| 6     | MED   | Emmanuel Segura       | 75' |
| 8     | MED   | Luis Reyes            |     |
| 20    | MED   | Rolando González      |     |
| 27    | MED   | Armando Escobar       |     |
| 29    | MED   | Hugo Sifuentes        | 45' |
| 25    | DEL   | Raúl Meráz            | 59' |
| D. T. | D. T. | Mario García Covalles |     |

| 49 | Delantero      | Devaughn Elliot | 50' |
| 90 | Delantero      | Jerrel Britto   | 63' |
| 92 | Centrocampista | Edson Morúa     | 82' |

| 26 | Delantero | Diego Castellanos | 45' |
| 32 | Delantero | Daniel Delgadillo | 59' |
| 18 | Defensa   | Ángel Villegas    | 75' |

| 22' · 54' | Raúl Meráz Armando Escobar | 1:0 2:0 |

| 31' · 77' · 84' | Samuel Arellano Kevin Huezo Edson Morúa |

| 33' · 69' | Armando Escobar Rolando HGonzález |

| Principal  | Saúl Silva                  |
| Asistentes | JOsé Antonio Bucio          |
|            | José Daniel Sánchez Sánchez |
| Cuarto     | Francisco Medina            |

|                    |   |   |
| Tiros              | - | - |
| Tiros a puerta     | - | - |
| Faltas             | - | - |
| Saques de esquina  | - | - |
| Penaltis           | - | - |
| Fueras de juego    | - | - |
| Posesión del balón | % | % |

| Alineación inicial |

| 111   | POR   | Carlos Fernández    |     |
| 48    | DEF   | Arturo Ruíz Aguirre |     |
| 84    | DEF   | Jassiel García      |     |
| 87    | DEF   | Gerardo Zavala      | 50' |
| 94    | DEF   | Víctor Hugo Ruíz    |     |
| 133   | DEF   | Samuel Sánchez      | 82' |
| 70    | MED   | Kevin Huezo         |     |
| 89    | MED   | Jaziel Mariscal     |     |
| 106   | MED   | Zerimar Ramírez     |     |
| 91    | DEL   | Germán Moreno       | 55' |
| 99    | DEL   | Carlos Félix        |     |
| D. T. | D. T. | Aldo Da Pozzo       |     |

| 1     | POR   | Alejandro Vences      |     |
| 4     | DEF   | Saúl González Luna    |     |
| 5     | DEF   | Dieter Vargas         |     |
| 16    | DEF   | Neftalí Teja          |     |
| 33    | DEF   | David Álvarez Agudelo |     |
| 6     | MED   | Emmanuel Segura       | 75' |
| 8     | MED   | Luis Reyes            |     |
| 20    | MED   | Rolando González      |     |
| 27    | MED   | Armando Escobar       |     |
| 29    | MED   | Hugo Sifuentes        | 45' |
| 25    | DEL   | Raúl Meráz            | 59' |
| D. T. | D. T. | Mario García Covalles |     |

| 49 | Delantero      | Devaughn Elliot | 50' |
| 90 | Delantero      | Jerrel Britto   | 63' |
| 92 | Centrocampista | Edson Morúa     | 82' |

| 26 | Delantero | Diego Castellanos | 45' |
| 32 | Delantero | Daniel Delgadillo | 59' |
| 18 | Defensa   | Ángel Villegas    | 75' |

| 22' · 54' | Raúl Meráz Armando Escobar | 1:0 2:0 |

| 31' · 77' · 84' | Samuel Arellano Kevin Huezo Edson Morúa |

| 33' · 69' | Armando Escobar Rolando HGonzález |

| Principal  | Saúl Silva                  |
| Asistentes | JOsé Antonio Bucio          |
|            | José Daniel Sánchez Sánchez |
| Cuarto     | Francisco Medina            |

|                    |   |   |
| Tiros              | - | - |
| Tiros a puerta     | - | - |
| Faltas             | - | - |
| Saques de esquina  | - | - |
| Penaltis           | - | - |
| Fueras de juego    | - | - |
| Posesión del balón | % | % |

| Alineación inicial |

| 111   | POR   | Carlos Fernández    |     |
| 48    | DEF   | Arturo Ruíz Aguirre |     |
| 84    | DEF   | Jassiel García      |     |
| 87    | DEF   | Gerardo Zavala      | 50' |
| 94    | DEF   | Víctor Hugo Ruíz    |     |
| 133   | DEF   | Samuel Sánchez      | 82' |
| 70    | MED   | Kevin Huezo         |     |
| 89    | MED   | Jaziel Mariscal     |     |
| 106   | MED   | Zerimar Ramírez     |     |
| 91    | DEL   | Germán Moreno       | 55' |
| 99    | DEL   | Carlos Félix        |     |
| D. T. | D. T. | Aldo Da Pozzo       |     |

| 1     | POR   | Alejandro Vences      |     |
| 4     | DEF   | Saúl González Luna    |     |
| 5     | DEF   | Dieter Vargas         |     |
| 16    | DEF   | Neftalí Teja          |     |
| 33    | DEF   | David Álvarez Agudelo |     |
| 6     | MED   | Emmanuel Segura       | 75' |
| 8     | MED   | Luis Reyes            |     |
| 20    | MED   | Rolando González      |     |
| 27    | MED   | Armando Escobar       |     |
| 29    | MED   | Hugo Sifuentes        | 45' |
| 25    | DEL   | Raúl Meráz            | 59' |
| D. T. | D. T. | Mario García Covalles |     |

| 49 | Delantero      | Devaughn Elliot | 50' |
| 90 | Delantero      | Jerrel Britto   | 63' |
| 92 | Centrocampista | Edson Morúa     | 82' |

| 26 | Delantero | Diego Castellanos | 45' |
| 32 | Delantero | Daniel Delgadillo | 59' |
| 18 | Defensa   | Ángel Villegas    | 75' |

| 22' · 54' | Raúl Meráz Armando Escobar | 1:0 2:0 |

| 31' · 77' · 84' | Samuel Arellano Kevin Huezo Edson Morúa |

| 33' · 69' | Armando Escobar Rolando HGonzález |

| Principal  | Saúl Silva                  |
| Asistentes | JOsé Antonio Bucio          |
|            | José Daniel Sánchez Sánchez |
| Cuarto     | Francisco Medina            |

|                    |   |   |
| Tiros              | - | - |
| Tiros a puerta     | - | - |
| Faltas             | - | - |
| Saques de esquina  | - | - |
| Penaltis           | - | - |
| Fueras de juego    | - | - |
| Posesión del balón | % | % |

| Alineación inicial |

| 111   | POR   | Carlos Fernández    |     |
| 48    | DEF   | Arturo Ruíz Aguirre |     |
| 84    | DEF   | Jassiel García      |     |
| 87    | DEF   | Gerardo Zavala      | 50' |
| 94    | DEF   | Víctor Hugo Ruíz    |     |
| 133   | DEF   | Samuel Sánchez      | 82' |
| 70    | MED   | Kevin Huezo         |     |
| 89    | MED   | Jaziel Mariscal     |     |
| 106   | MED   | Zerimar Ramírez     |     |
| 91    | DEL   | Germán Moreno       | 55' |
| 99    | DEL   | Carlos Félix        |     |
| D. T. | D. T. | Aldo Da Pozzo       |     |

| 1     | POR   | Alejandro Vences      |     |
| 4     | DEF   | Saúl González Luna    |     |
| 5     | DEF   | Dieter Vargas         |     |
| 16    | DEF   | Neftalí Teja          |     |
| 33    | DEF   | David Álvarez Agudelo |     |
| 6     | MED   | Emmanuel Segura       | 75' |
| 8     | MED   | Luis Reyes            |     |
| 20    | MED   | Rolando González      |     |
| 27    | MED   | Armando Escobar       |     |
| 29    | MED   | Hugo Sifuentes        | 45' |
| 25    | DEL   | Raúl Meráz            | 59' |
| D. T. | D. T. | Mario García Covalles |     |

| 49 | Delantero      | Devaughn Elliot | 50' |
| 90 | Delantero      | Jerrel Britto   | 63' |
| 92 | Centrocampista | Edson Morúa     | 82' |

| 26 | Delantero | Diego Castellanos | 45' |
| 32 | Delantero | Daniel Delgadillo | 59' |
| 18 | Defensa   | Ángel Villegas    | 75' |

| 22' · 54' | Raúl Meráz Armando Escobar | 1:0 2:0 |

| 31' · 77' · 84' | Samuel Arellano Kevin Huezo Edson Morúa |

| 33' · 69' | Armando Escobar Rolando HGonzález |

| Principal  | Saúl Silva                  |
| Asistentes | JOsé Antonio Bucio          |
|            | José Daniel Sánchez Sánchez |
| Cuarto     | Francisco Medina            |

|                    |   |   |
| Tiros              | - | - |
| Tiros a puerta     | - | - |
| Faltas             | - | - |
| Saques de esquina  | - | - |
| Penaltis           | - | - |
| Fueras de juego    | - | - |
| Posesión del balón | % | % |

| Alineación inicial |

#### Final - Vuelta
| 1     | POR   | Alejandro Vences      |     |
| 4     | DEF   | Saúl González Luna    |     |
| 5     | DEF   | Dieter Vargas         |     |
| 6     | DEF   | Neftalí Teja          | 50' |
| 33    | DEF   | Davis Álvarez Agudelo |     |
| 6     | MED   | Emmanuel Segura       |     |
| 8     | MED   | Luis Reyes            | 88' |
| 20    | MED   | Rolando González      |     |
| 27    | MED   | Armando Escobar       |     |
| 29    | MED   | Hugo Sifuentes        | 55' |
| 25    | DEL   | Raúl Meráz            | 62' |
| D. T. | D. T. | Mario García Covalles |     |

| 111   | POR   | Carlos Fernández    |     |
| 48    | DEF   | Arturo Ruíz Aguirre | 68' |
| 84    | DEF   | Jassiel García      |     |
| 94    | DEF   | Víctor Hugo Ruíz    |     |
| 133   | DEF   | Samuel Sánchez      |     |
| 70    | MED   | Kevin Huezo         |     |
| 92    | MED   | Edson Morúa         |     |
| 106   | MED   | Zerimar Ramírez     | 45' |
| 49    | DEL   | Devaughn Elliot     | 45' |
| 90    | DEL   | Jerrel Britto       |     |
| 99    | DEL   | Carlos Félix        |     |
| D. T. | D. T. | Aldo Da Pozzo       |     |

| 7  | Defensa   | Carlos Nava         | 55' |
| 9  | Delantero | Abraham Ávalos Ceja | 62' |
| 18 | Defensa   | Ángel Villegas      | 88' |

| 89 | Centrocampista | Jaziel Mariscal | 45' |
| 91 | Delantero      | Germán Moreno   | 45' |
| 85 | Centrocampista | Ángel Villegas  | 68' |

| 68' · 74' | Armando Escobar David Álvarez |

| 63' · 63' · 79' · 88' | Carlos Félix Samuel Sánchez Carlos Fernández Jaziel Mariscal |

| Principal  | Brian González           |
| Asistentes | Geraro González          |
|            | Jonathan Gómez           |
| Cuarto     | Carlos Rojas Quintanilla |

|                    |   |   |
| Tiros              | - | - |
| Tiros a puerta     | - | - |
| Faltas             | - | - |
| Saques de esquina  | - | - |
| Penaltis           | - | - |
| Fueras de juego    | - | - |
| Posesión del balón | % | % |

| Alineación inicial |

| 1     | POR   | Alejandro Vences      |     |
| 4     | DEF   | Saúl González Luna    |     |
| 5     | DEF   | Dieter Vargas         |     |
| 6     | DEF   | Neftalí Teja          | 50' |
| 33    | DEF   | Davis Álvarez Agudelo |     |
| 6     | MED   | Emmanuel Segura       |     |
| 8     | MED   | Luis Reyes            | 88' |
| 20    | MED   | Rolando González      |     |
| 27    | MED   | Armando Escobar       |     |
| 29    | MED   | Hugo Sifuentes        | 55' |
| 25    | DEL   | Raúl Meráz            | 62' |
| D. T. | D. T. | Mario García Covalles |     |

| 111   | POR   | Carlos Fernández    |     |
| 48    | DEF   | Arturo Ruíz Aguirre | 68' |
| 84    | DEF   | Jassiel García      |     |
| 94    | DEF   | Víctor Hugo Ruíz    |     |
| 133   | DEF   | Samuel Sánchez      |     |
| 70    | MED   | Kevin Huezo         |     |
| 92    | MED   | Edson Morúa         |     |
| 106   | MED   | Zerimar Ramírez     | 45' |
| 49    | DEL   | Devaughn Elliot     | 45' |
| 90    | DEL   | Jerrel Britto       |     |
| 99    | DEL   | Carlos Félix        |     |
| D. T. | D. T. | Aldo Da Pozzo       |     |

| 7  | Defensa   | Carlos Nava         | 55' |
| 9  | Delantero | Abraham Ávalos Ceja | 62' |
| 18 | Defensa   | Ángel Villegas      | 88' |

| 89 | Centrocampista | Jaziel Mariscal | 45' |
| 91 | Delantero      | Germán Moreno   | 45' |
| 85 | Centrocampista | Ángel Villegas  | 68' |

| 68' · 74' | Armando Escobar David Álvarez |

| 63' · 63' · 79' · 88' | Carlos Félix Samuel Sánchez Carlos Fernández Jaziel Mariscal |

| Principal  | Brian González           |
| Asistentes | Geraro González          |
|            | Jonathan Gómez           |
| Cuarto     | Carlos Rojas Quintanilla |

|                    |   |   |
| Tiros              | - | - |
| Tiros a puerta     | - | - |
| Faltas             | - | - |
| Saques de esquina  | - | - |
| Penaltis           | - | - |
| Fueras de juego    | - | - |
| Posesión del balón | % | % |

| Alineación inicial |

| 1     | POR   | Alejandro Vences      |     |
| 4     | DEF   | Saúl González Luna    |     |
| 5     | DEF   | Dieter Vargas         |     |
| 6     | DEF   | Neftalí Teja          | 50' |
| 33    | DEF   | Davis Álvarez Agudelo |     |
| 6     | MED   | Emmanuel Segura       |     |
| 8     | MED   | Luis Reyes            | 88' |
| 20    | MED   | Rolando González      |     |
| 27    | MED   | Armando Escobar       |     |
| 29    | MED   | Hugo Sifuentes        | 55' |
| 25    | DEL   | Raúl Meráz            | 62' |
| D. T. | D. T. | Mario García Covalles |     |

| 111   | POR   | Carlos Fernández    |     |
| 48    | DEF   | Arturo Ruíz Aguirre | 68' |
| 84    | DEF   | Jassiel García      |     |
| 94    | DEF   | Víctor Hugo Ruíz    |     |
| 133   | DEF   | Samuel Sánchez      |     |
| 70    | MED   | Kevin Huezo         |     |
| 92    | MED   | Edson Morúa         |     |
| 106   | MED   | Zerimar Ramírez     | 45' |
| 49    | DEL   | Devaughn Elliot     | 45' |
| 90    | DEL   | Jerrel Britto       |     |
| 99    | DEL   | Carlos Félix        |     |
| D. T. | D. T. | Aldo Da Pozzo       |     |

| 7  | Defensa   | Carlos Nava         | 55' |
| 9  | Delantero | Abraham Ávalos Ceja | 62' |
| 18 | Defensa   | Ángel Villegas      | 88' |

| 89 | Centrocampista | Jaziel Mariscal | 45' |
| 91 | Delantero      | Germán Moreno   | 45' |
| 85 | Centrocampista | Ángel Villegas  | 68' |

| 68' · 74' | Armando Escobar David Álvarez |

| 63' · 63' · 79' · 88' | Carlos Félix Samuel Sánchez Carlos Fernández Jaziel Mariscal |

| Principal  | Brian González           |
| Asistentes | Geraro González          |
|            | Jonathan Gómez           |
| Cuarto     | Carlos Rojas Quintanilla |

|                    |   |   |
| Tiros              | - | - |
| Tiros a puerta     | - | - |
| Faltas             | - | - |
| Saques de esquina  | - | - |
| Penaltis           | - | - |
| Fueras de juego    | - | - |
| Posesión del balón | % | % |

| Alineación inicial |

| 1     | POR   | Alejandro Vences      |     |
| 4     | DEF   | Saúl González Luna    |     |
| 5     | DEF   | Dieter Vargas         |     |
| 6     | DEF   | Neftalí Teja          | 50' |
| 33    | DEF   | Davis Álvarez Agudelo |     |
| 6     | MED   | Emmanuel Segura       |     |
| 8     | MED   | Luis Reyes            | 88' |
| 20    | MED   | Rolando González      |     |
| 27    | MED   | Armando Escobar       |     |
| 29    | MED   | Hugo Sifuentes        | 55' |
| 25    | DEL   | Raúl Meráz            | 62' |
| D. T. | D. T. | Mario García Covalles |     |

| 111   | POR   | Carlos Fernández    |     |
| 48    | DEF   | Arturo Ruíz Aguirre | 68' |
| 84    | DEF   | Jassiel García      |     |
| 94    | DEF   | Víctor Hugo Ruíz    |     |
| 133   | DEF   | Samuel Sánchez      |     |
| 70    | MED   | Kevin Huezo         |     |
| 92    | MED   | Edson Morúa         |     |
| 106   | MED   | Zerimar Ramírez     | 45' |
| 49    | DEL   | Devaughn Elliot     | 45' |
| 90    | DEL   | Jerrel Britto       |     |
| 99    | DEL   | Carlos Félix        |     |
| D. T. | D. T. | Aldo Da Pozzo       |     |

| 7  | Defensa   | Carlos Nava         | 55' |
| 9  | Delantero | Abraham Ávalos Ceja | 62' |
| 18 | Defensa   | Ángel Villegas      | 88' |

| 89 | Centrocampista | Jaziel Mariscal | 45' |
| 91 | Delantero      | Germán Moreno   | 45' |
| 85 | Centrocampista | Ángel Villegas  | 68' |

| 68' · 74' | Armando Escobar David Álvarez |

| 63' · 63' · 79' · 88' | Carlos Félix Samuel Sánchez Carlos Fernández Jaziel Mariscal |

| Principal  | Brian González           |
| Asistentes | Geraro González          |
|            | Jonathan Gómez           |
| Cuarto     | Carlos Rojas Quintanilla |

|                    |   |   |
| Tiros              | - | - |
| Tiros a puerta     | - | - |
| Faltas             | - | - |
| Saques de esquina  | - | - |
| Penaltis           | - | - |
| Fueras de juego    | - | - |
| Posesión del balón | % | % |

| Alineación inicial |

### Liguilla Filiales
|  | Cuartos de final                                 | Cuartos de final                                 | Cuartos de final                                 |   |                      | Semifinales                            | Semifinales                            | Semifinales                            |  |  | Final                              | Final                              | Final                              |
|  | 20 Y 21 de abril (Ida) 23 Y 24 de abril (Vuelta) | 20 Y 21 de abril (Ida) 23 Y 24 de abril (Vuelta) | 20 Y 21 de abril (Ida) 23 Y 24 de abril (Vuelta) |   |                      | 27 de abril (Ida) 30 de abril (Vuelta) | 27 de abril (Ida) 30 de abril (Vuelta) | 27 de abril (Ida) 30 de abril (Vuelta) |  |  | 4 de mayo (Ida) 7 de mayo (Vuelta) | 4 de mayo (Ida) 7 de mayo (Vuelta) | 4 de mayo (Ida) 7 de mayo (Vuelta) |
|  |                                                  |                                                  |                                                  |   |                      |                                        |                                        |                                        |  |  |                                    |                                    |                                    |
|  | Universidad Nacional                             | 3                                                | 1                                                |   |                      |                                        |                                        |                                        |  |  |                                    |                                    |                                    |
|  | C. Azul Premier                                  | 3                                                | 0                                                |   |                      |                                        |                                        |                                        |  |  |                                    |                                    |                                    |
|  | C. Azul Premier                                  | 3                                                | 0                                                |   | Universidad Nacional | 1                                      | 4                                      |                                        |  |  |                                    |                                    |                                    |
|  |                                                  |                                                  |                                                  |   | Universidad Nacional | 1                                      | 4                                      |                                        |  |  |                                    |                                    |                                    |
|  |                                                  | Tigres                                           | 2                                                | 1 |                      |                                        |                                        |                                        |  |  |                                    |                                    |                                    |
|  | Monterrey                                        | Tigres                                           | 2                                                | 1 | 1                    | 1                                      |                                        |                                        |  |  |                                    |                                    |                                    |
|  | Monterrey                                        |                                                  |                                                  |   | 1                    | 1                                      |                                        |                                        |  |  |                                    |                                    |                                    |
|  | Tigres                                           | 1                                                | 2                                                |   |                      |                                        |                                        |                                        |  |  |                                    |                                    |                                    |
|  |                                                  |                                                  |                                                  |   |                      |                                        |                                        |                                        |  |  | Universidad Nacional               | 1                                  | 3                                  |
|  |                                                  |                                                  | Guadalajara                                      | 1 | 2                    |                                        |                                        |                                        |  |  |                                    |                                    |                                    |
|  | Guadalajara                                      | 1                                                | 4                                                |   |                      |                                        |                                        |                                        |  |  |                                    |                                    |                                    |
|  | Tijuana                                          | 2                                                | 1                                                |   |                      |                                        |                                        |                                        |  |  |                                    |                                    |                                    |
|  | Tijuana                                          | 2                                                | 1                                                |   | Guadalajara          | 1                                      | 2                                      |                                        |  |  |                                    |                                    |                                    |
|  |                                                  |                                                  |                                                  |   | Guadalajara          | 1                                      | 2                                      |                                        |  |  |                                    |                                    |                                    |
|  |                                                  | Santos                                           | 1                                                | 0 |                      |                                        |                                        |                                        |  |  |                                    |                                    |                                    |
|  | Santos                                           | Santos                                           | 1                                                | 0 | 2                    | 1                                      |                                        |                                        |  |  |                                    |                                    |                                    |
|  | Santos                                           |                                                  |                                                  |   | 2                    | 1                                      |                                        |                                        |  |  |                                    |                                    |                                    |
|  | Pachuca                                          | 2                                                | 0                                                |   |                      |                                        |                                        |                                        |  |  |                                    |                                    |                                    |

| Campeón Clausura 2016 (filiales) |
| -------------------------------- |
|                                  |
| Universidad Nacional             |
| 1° Título                        |